# Lijst van personen overleden in 1965
Dit is een lijst van personen die zijn overleden in 1965.

## Januari

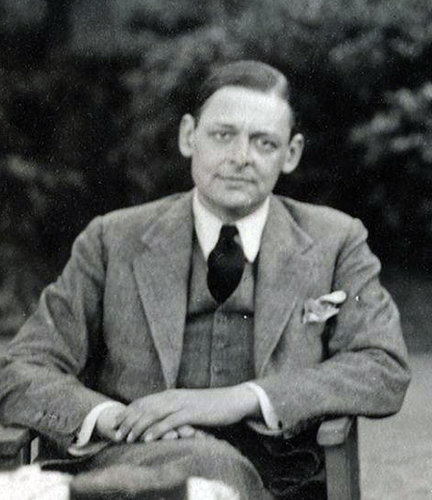
T.S. Eliot
4 januari

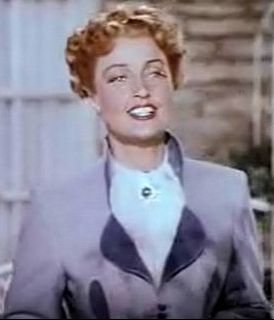
Jeanette MacDonald
14 januari

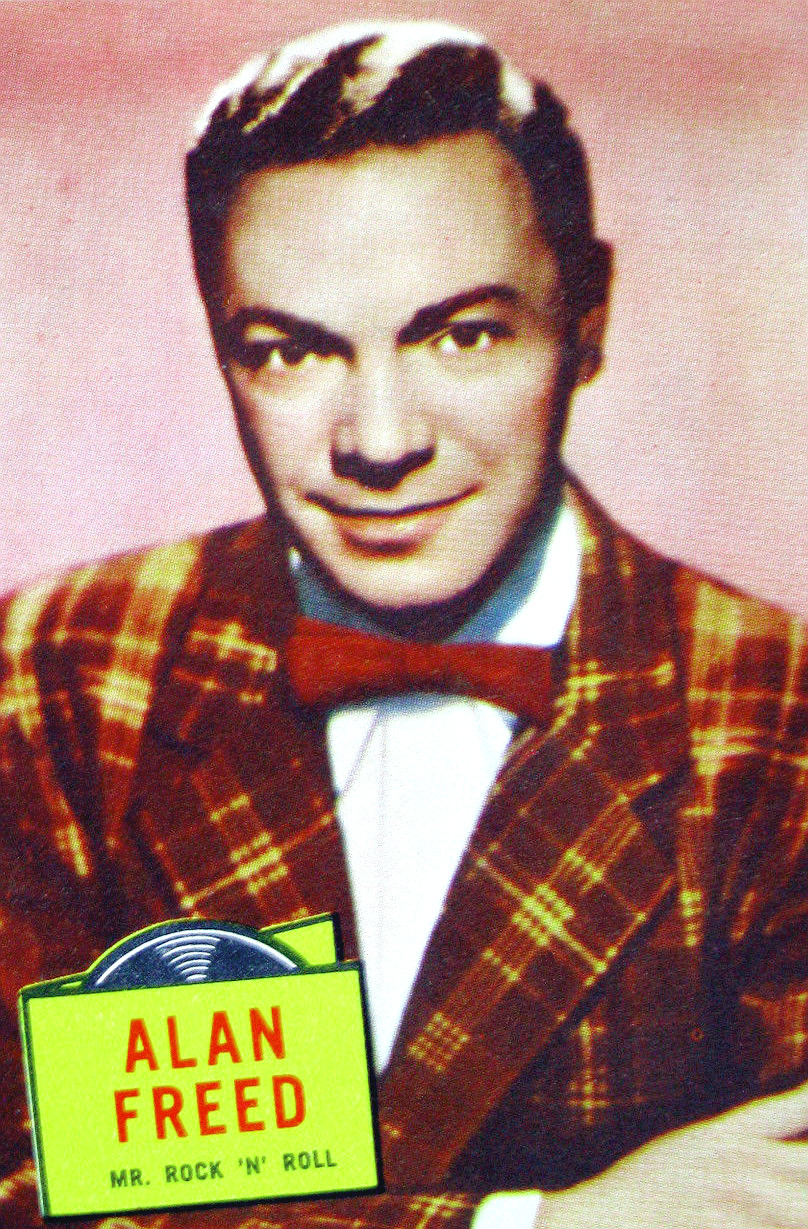
Alan Freed
20 januari

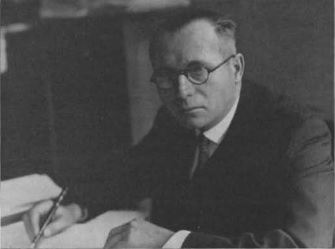
Evert Kupers
23 januari

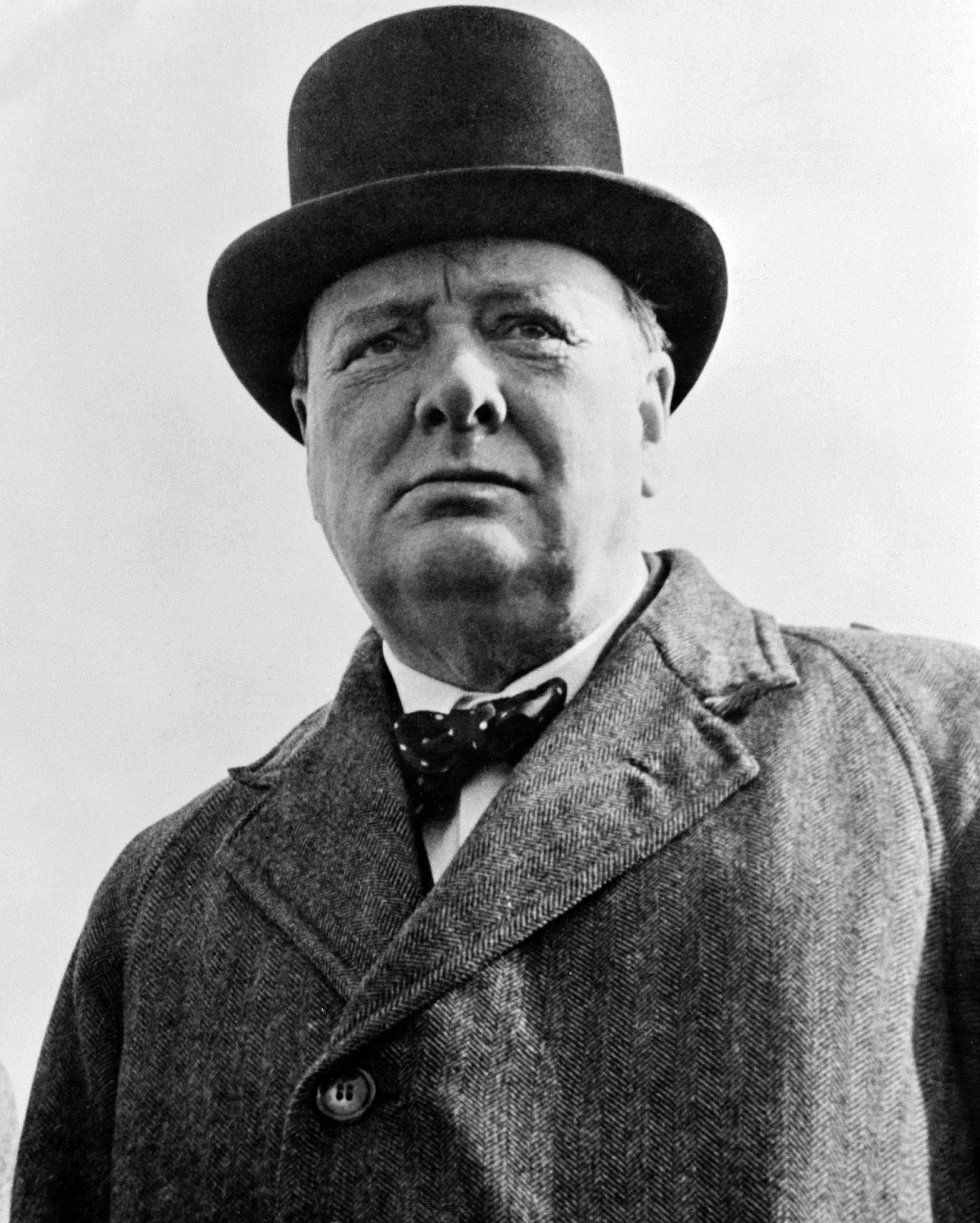
Winston Churchill
24 januari

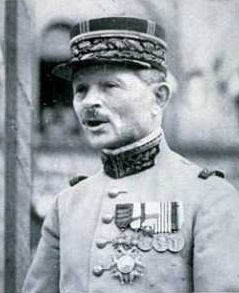
Maxime Weygand
28 januari

| 1 | 2 | 3 | 4 | 5 | 6 | 7 | 8 | 9 | 10 | 11 | 12 | 13 | 14 | 15 | 16 | 17 | 18 | 19 | 20 | 21 | 22 | 23 | 24 | 25 | 26 | 27 | 28 | 29 | 30 | 31 |
| - | - | - | - | - | - | - | - | - | -- | -- | -- | -- | -- | -- | -- | -- | -- | -- | -- | -- | -- | -- | -- | -- | -- | -- | -- | -- | -- | -- |

### 1 januari
- Werner Kiewitz (72), Duits militair en diplomaat

### 2 januari
- Frans Bakker (45), Nederlands predikant

### 3 januari
- Erwin Gohrbandt (74), Duits medicus en hoogleraar

### 4 januari
- T.S. Eliot (76), Amerikaans-Brits dichter en toneelschrijver
- Willem Anton Engelbrecht (90), Nederlands militair
- Angelo Domenico Luiso (78), Italiaans componist

### 5 januari
- Herman Meulemans (71), Belgisch componist

### 7 januari
- Adrien Claus (77), Belgisch politicus
- Geert de Grooth (72), Nederlands politicus

### 10 januari
- Frederick Fleet (77), overlevende Titanic-ramp

### 11 januari
- Else Lindorfer (48), Nederlands kunstschilder

### 14 januari
- Jeanette MacDonald (62), Amerikaans actrice

### 15 januari
- Pierre Ngemdamdumwe (34), Burundees politicus

### 17 januari
- Hans Marchwitza (74), (Oost-)Duits schrijver en dichter

### 18 januari
- Wilhelm Lamszus (83), Duits schrijver

### 20 januari
- Alan Freed (43), Amerikaans diskjockey
- Luigi de Lerma (57), Italiaans keramist en schilder
- Louis Peeters (59), Nederlands burgemeester

### 21 januari
- Arie Bieshaar (65), Nederlands voetballer
- Gwynne Evans (84), Amerikaans waterpolospeler

### 22 januari
- Pierre Taittinger (77), Frans politicus

### 23 januari
- Evert Kupers (80), Nederlands vakbondsbestuurder en politicus

### 24 januari
- Winston Churchill (90), Brits politicus

### 25 januari
- Staf Nees (63), Belgisch beiaardier en componist

### 27 januari
- Reino Kuuskoski (58), Fins politicus
- Theo Uden Masman (63), Nederlands musicus

### 28 januari
- Maxime Weygand (98), Frans militair leider

### 29 januari
- Gaston Burssens (68), Belgisch dichter
- Gladys Vanderbilt Széchenyi (78), Amerikaans weldoener
- Michael Spisak (50), Pools componist

## Februari

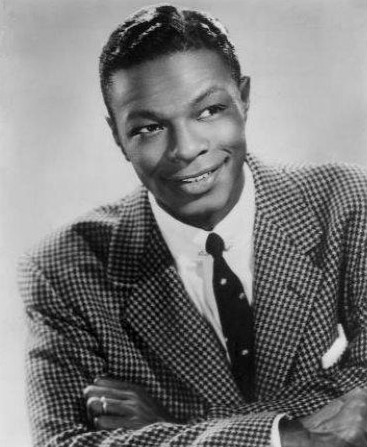
Nat King Cole
15 februari

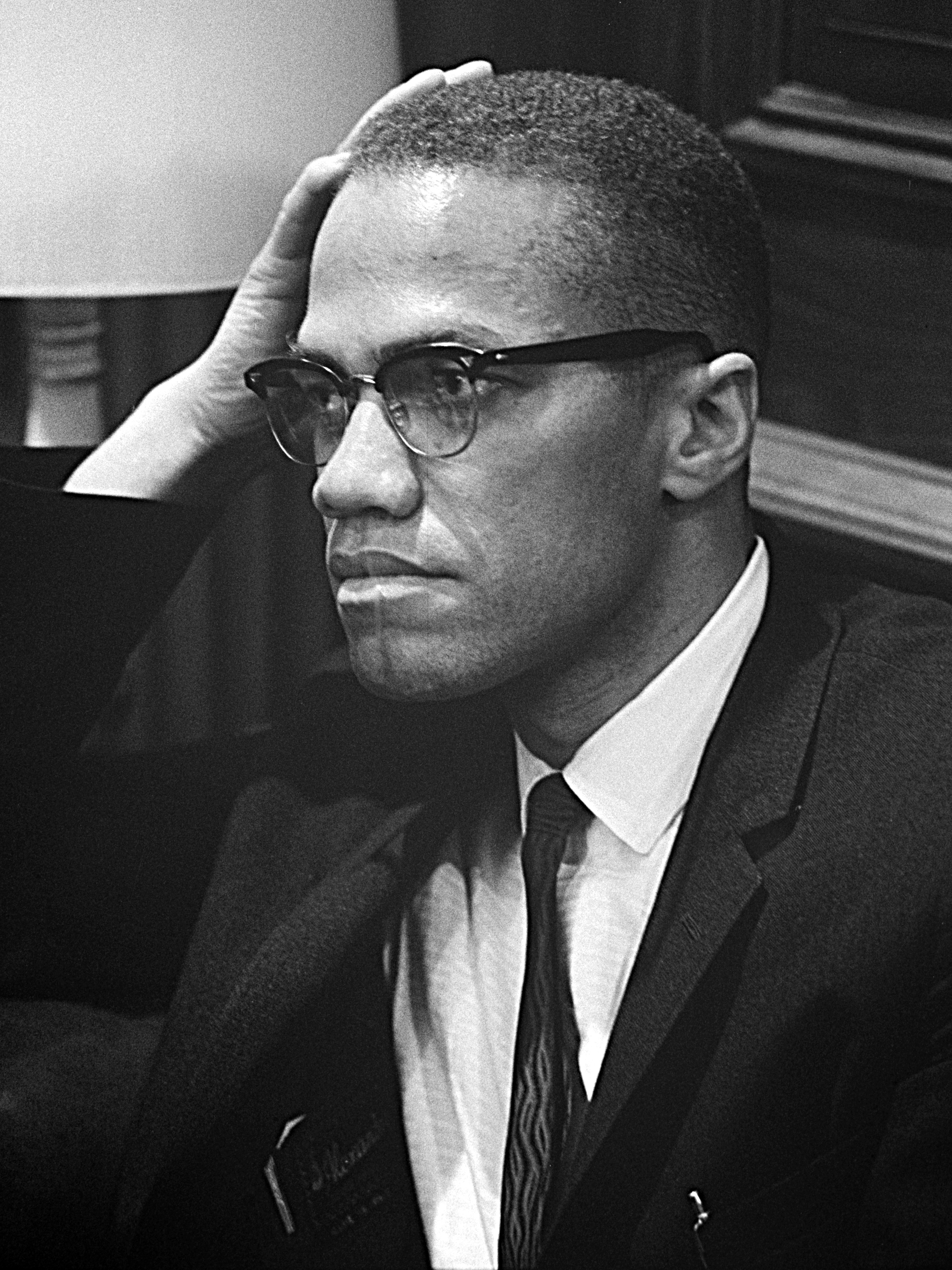
Malcolm X
21 februari

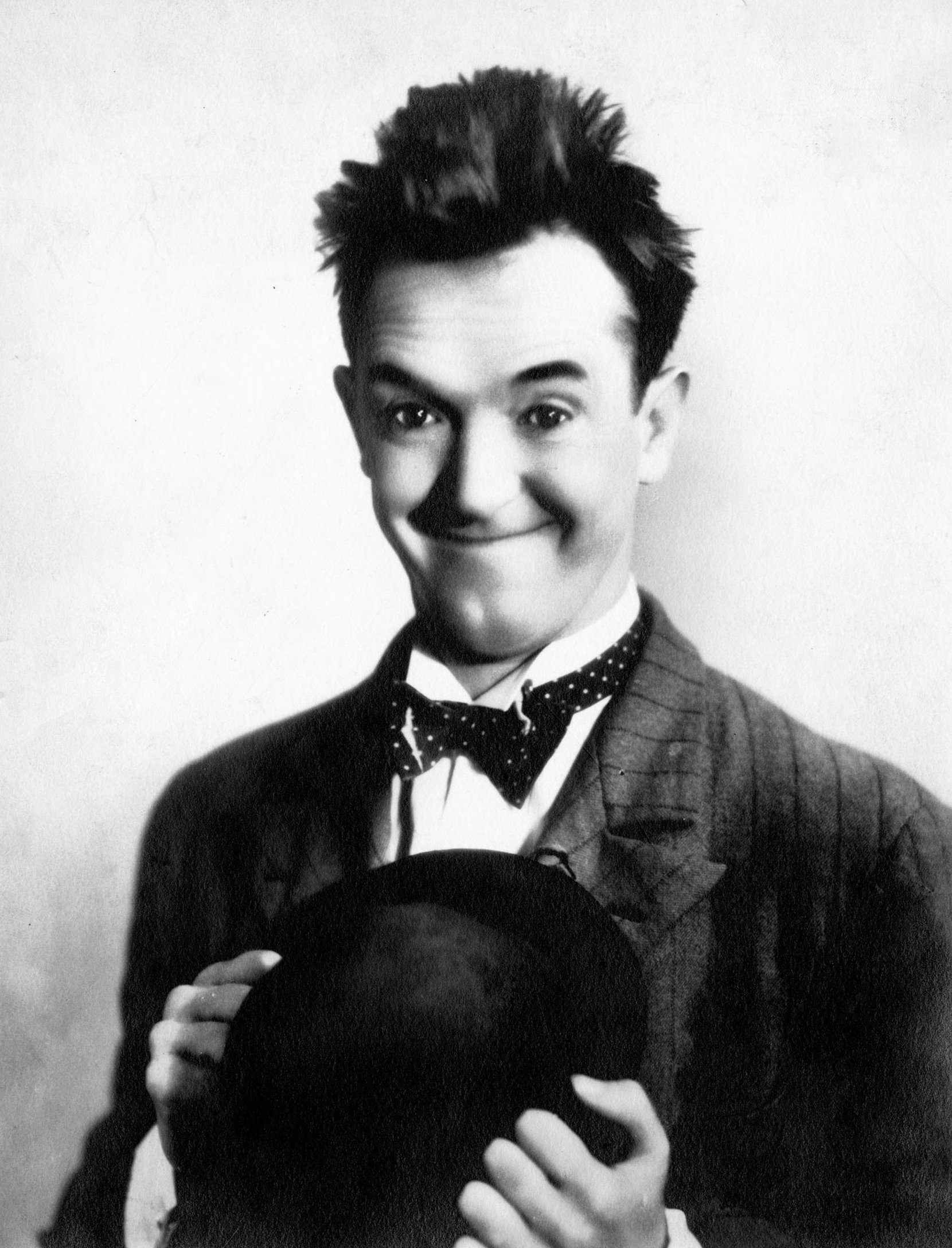
Stan Laurel
23 februari

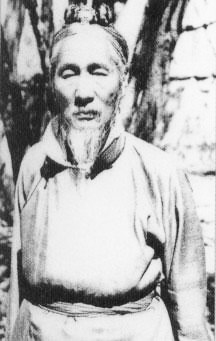
Lukhangwa
24 februari

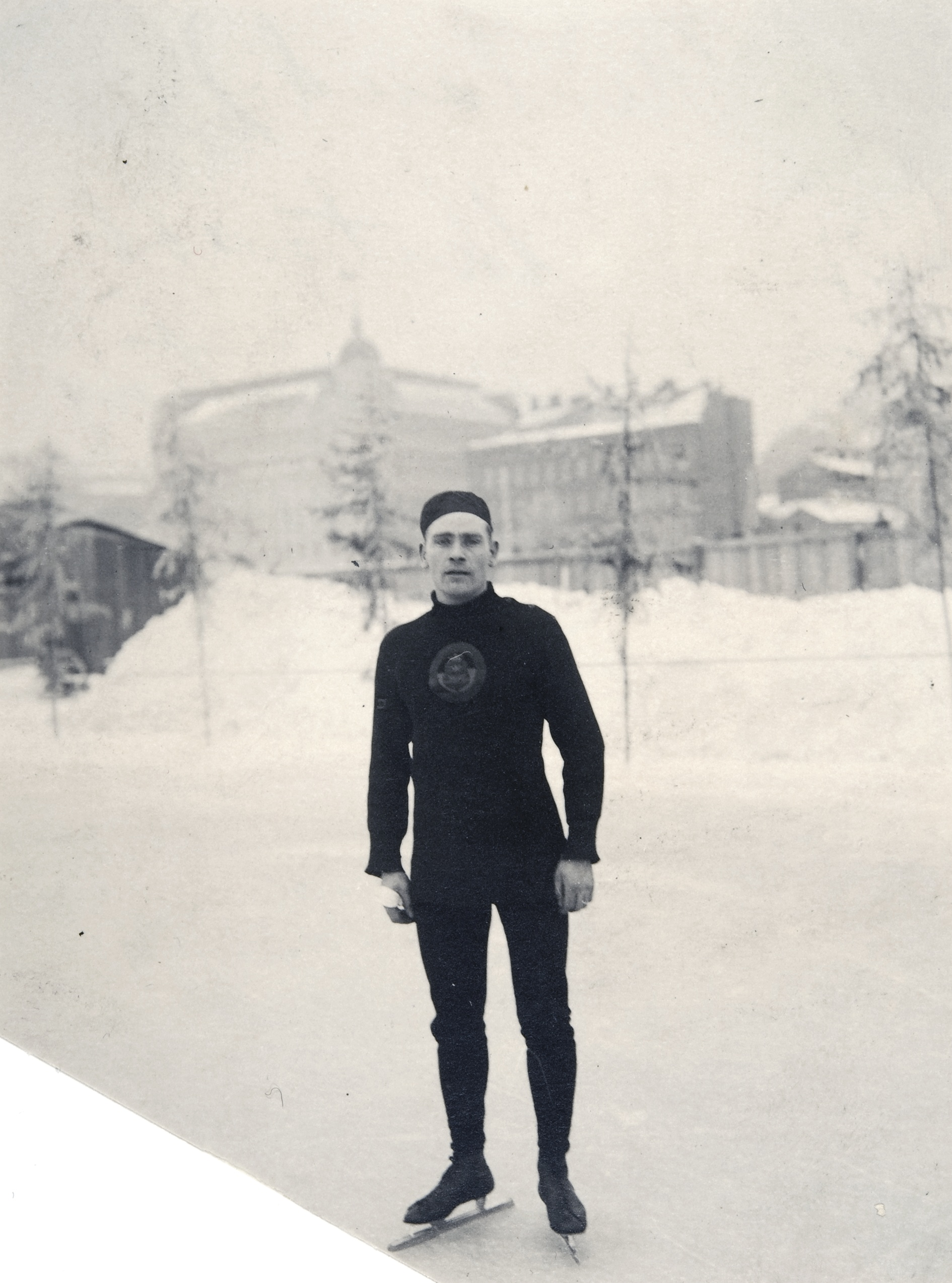
Julius Skutnabb
26 februari

| 1 | 2 | 3 | 4 | 5 | 6 | 7 | 8 | 9 | 10 | 11 | 12 | 13 | 14 | 15 | 16 | 17 | 18 | 19 | 20 | 21 | 22 | 23 | 24 | 25 | 26 | 27 | 28 |
| - | - | - | - | - | - | - | - | - | -- | -- | -- | -- | -- | -- | -- | -- | -- | -- | -- | -- | -- | -- | -- | -- | -- | -- | -- |

### 1 februari
- Johannes Jacobus van Bolhuis (84), Nederlands journalist
- Albertus Nicolaas Fleskens (90), Nederlands politicus
- Sal Meijer (87), Nederlands kunstschilder
- Fernand Pairon (66), Belgisch politicus

### 2 februari
- Kurt Heegner (71), Duits wiskundige

### 3 februari
- Heinz von Perckhammer (69), Oostenrijks fotograaf

### 6 februari
- Frederik Victor van Hohenzollern-Sigmaringen (73), lid Duitse adel
- Koos Köhler (59), Nederlands waterpolospeler
- Henk van Steenis (56), Nederlands architect en politicus

### 7 februari
- Viggo Brodersen (85), Deens componist/organist

### 9 februari
- Joaquin M. Elizalde (68), Filipijns politicus
- Rommert Pollema (74), Nederlands politicus

### 10 februari
- Guus de Casembroot (58), Nederlands politicus
- Stefan van Schaumburg-Lippe (73), lid Duitse adel
- Willem Frederik van Sleeswijk-Holstein (73), lid Duitse adel

### 13 februari
- Manuel Amechazurra (80), Spaans-Filipijnse voetballer
- Humberto Delgado (58), Portugees militair
- William Heard Kilpatrick (93), Amerikaans pedagoog

### 15 februari
- Nat King Cole (45), Amerikaans zanger

### 16 februari
- Nicolaas Muller (85), Nederlands rechtsgeleerde

### 18 februari
- Mies Boissevain-van Lennep (68), Nederlands verzetsstrijder

### 19 februari
- Albéric Florizoone (68), Belgisch burgemeester

### 20 februari
- René Jeannel (85), Frans entomoloog
- Anton Frederik Johan Portielje (78), Nederlands zoöloog
- Huub Sijen (46), Nederlands wielrenner

### 21 februari
- Malcolm X (39), Amerikaans politiek activist

### 23 februari
- Stan Laurel (74), Brits komiek en acteur
- Friedrich Winkler (76), Duits kunsthistoricus en museumdirecteur

### 24 februari
- Lukhangwa (69), Tibetaans politicus
- Auguste Plovie (55), Belgisch politicus
- Hermanus Petrus Josephus de Vries (70), Nederlands architect

### 25 februari
- Wim Bronger (77), Nederlands voetballer

### 26 februari
- George Adamski (73), Amerikaans schrijver en ufoloog
- Julius Skutnabb (75), Fins schaatser
- Władysław Starewicz (82), Russisch animator

### 27 februari
- Kees Leibbrandt (32), Nederlands journalist en schrijver

### 28 februari
- Tuur Bouchez (66), Belgisch acteur

## Maart

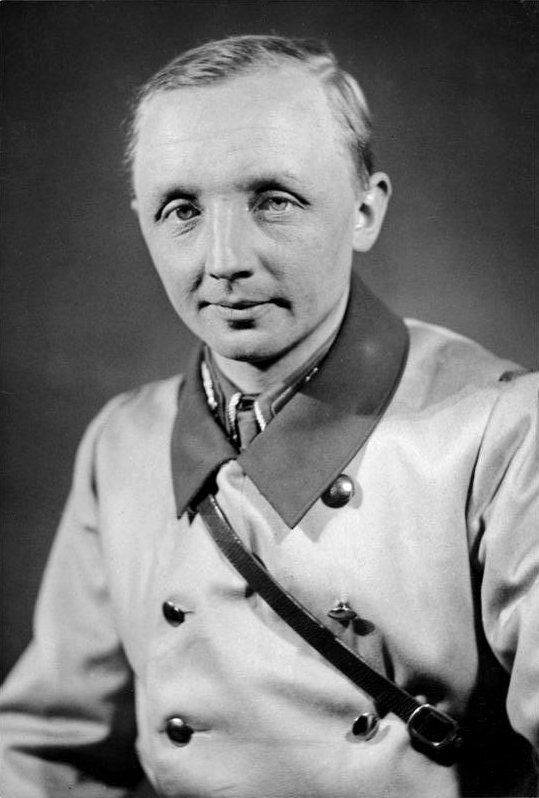
Johann von Leers
5 maart

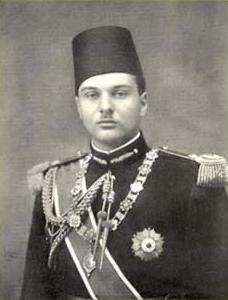
Faroek I
18 maart

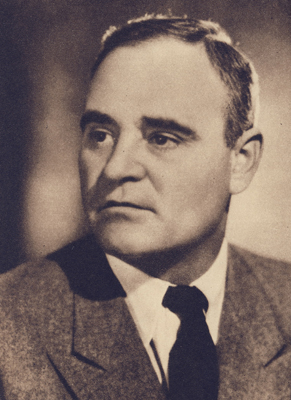
G. Gheorghiu-Dej
19 maart

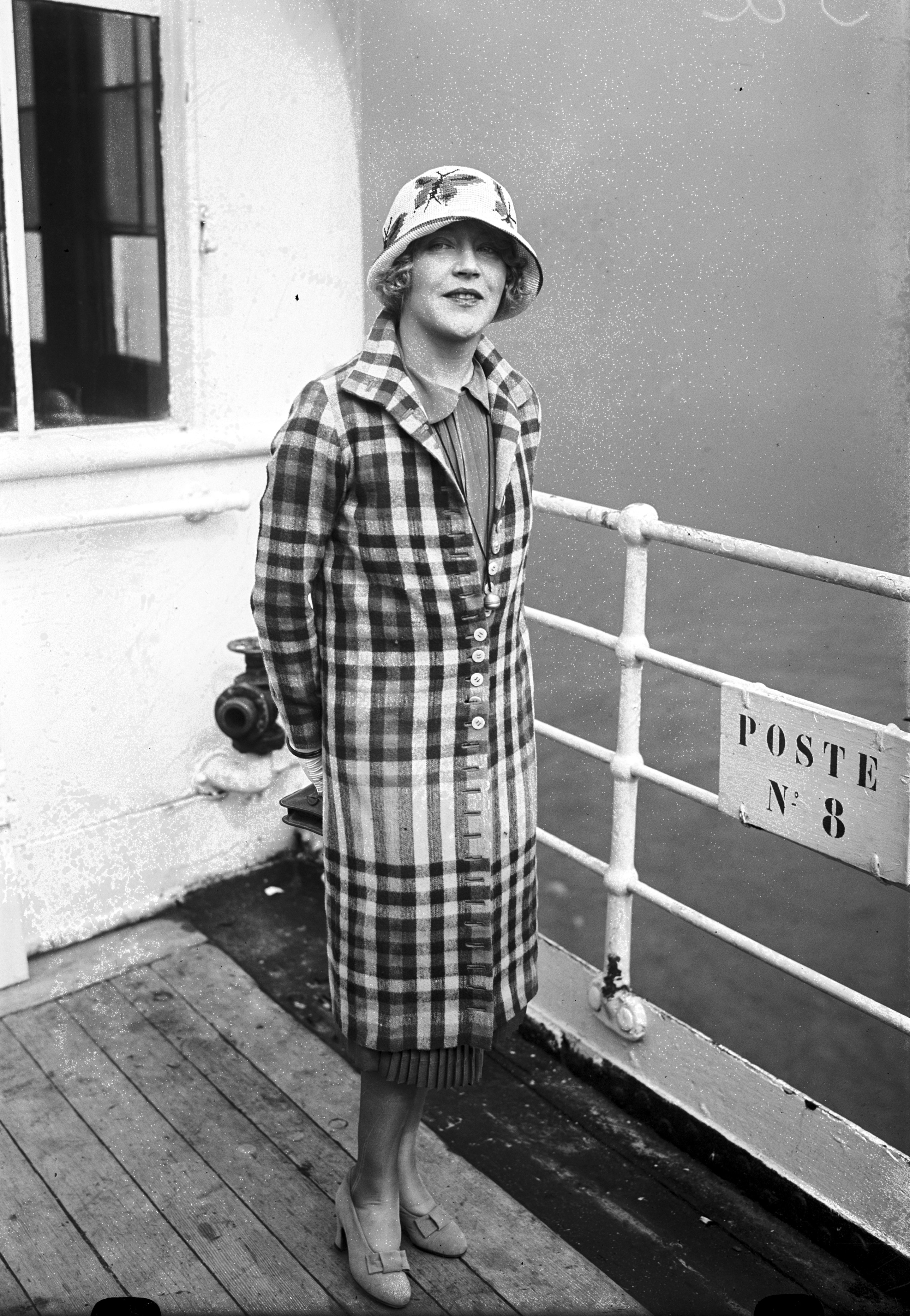
Mae Murray
23 maart

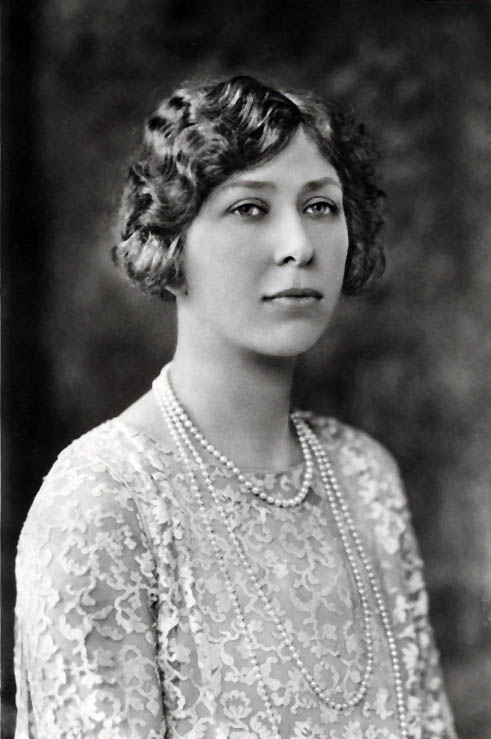
Mary Windsor
28 maart

| 1 | 2 | 3 | 4 | 5 | 6 | 7 | 8 | 9 | 10 | 11 | 12 | 13 | 14 | 15 | 16 | 17 | 18 | 19 | 20 | 21 | 22 | 23 | 24 | 25 | 26 | 27 | 28 | 29 | 30 | 31 |
| - | - | - | - | - | - | - | - | - | -- | -- | -- | -- | -- | -- | -- | -- | -- | -- | -- | -- | -- | -- | -- | -- | -- | -- | -- | -- | -- | -- |

### 1 maart
- Johannes Hermanus van Dijk (72), Nederlands sportleraar en vlaggendrager

### 2 maart
- Micheil Tsereteli (86), Georgisch historicus en politicus

### 3 maart
- Karl Vigl sr. (66), Italiaans componist

### 5 maart
- Johann von Leers (63), Duits publicist en oorlogsmisdadiger

### 6 maart
- Margaret Dumont (82), Amerikaans actrice
- Jules Goux (79), Frans autocoureur
- Elizabeth Kensley (109), oudste mens ter wereld
- Ján Ševčík (69), Tsjecho-Slowaaks politicus

### 7 maart
- Anthon van der Horst (65), Nederlands organist, dirigent en componist
- Louise Mountbatten (75), koningin-gemalin van Zweden

### 9 maart
- Gezienus ten Doesschate (79), Nederlands medicus en historicus

### 11 maart
- Paulus van 't Hoff (45), Nederlands politicus
- Willem Hupkes (84), Nederlands bestuurder en verzetsstrijder
- William Frank Newton (59), Amerikaans trompettist

### 13 maart
- Fan Noli (83), Albanees geestelijke, dichter en politicus

### 14 maart
- Frederick Browning (68), Brits militair

### 17 maart
- Ignace Muylle (65), Belgisch voetballer

### 18 maart
- Faroek I (45), koning van Egypte

### 19 maart
- Gheorghe Gheorghiu-Dej (63), president van Roemenië

### 22 maart
- Daniel Romualdez (57), Filipijns politicus
- Harry Tierney (74), Amerikaans componist
- Willem Willems (86), Belgisch politicus

### 23 maart
- Mae Murray (75), Amerikaans actrice

### 26 maart
- Emiel Hullebroeck (87), Belgisch componist

### 27 maart
- Dirk Lotsij (82), Nederlands voetballer
- Johannes Osten (85), Nederlands schermer en militair

### 28 maart
- Richard Beesly (57), Brits roeier
- Ewald Mataré (78), Duits kunstschilder en beeldhouwer
- Mary Windsor (67), lid Britse koninklijke familie

### 29 maart
- Gösta Adrian-Nilsson (80), Zweeds kunstschilder

### 30 maart
- Ingrid Maria Andersen Borell (82), Zweeds pianist
- Maurilio Fossati (88), Italiaans kardinaal
- Philip Showalter Hench (69), Amerikaans medicus en Nobelprijswinnaar
- Maarten de Wit (81), Nederlands zeiler

### 31 maart
- Jaak Langens (73), Belgisch schrijver
- Hermanus Thomas Lureman (74), Nederlands componist en dirigent

## April

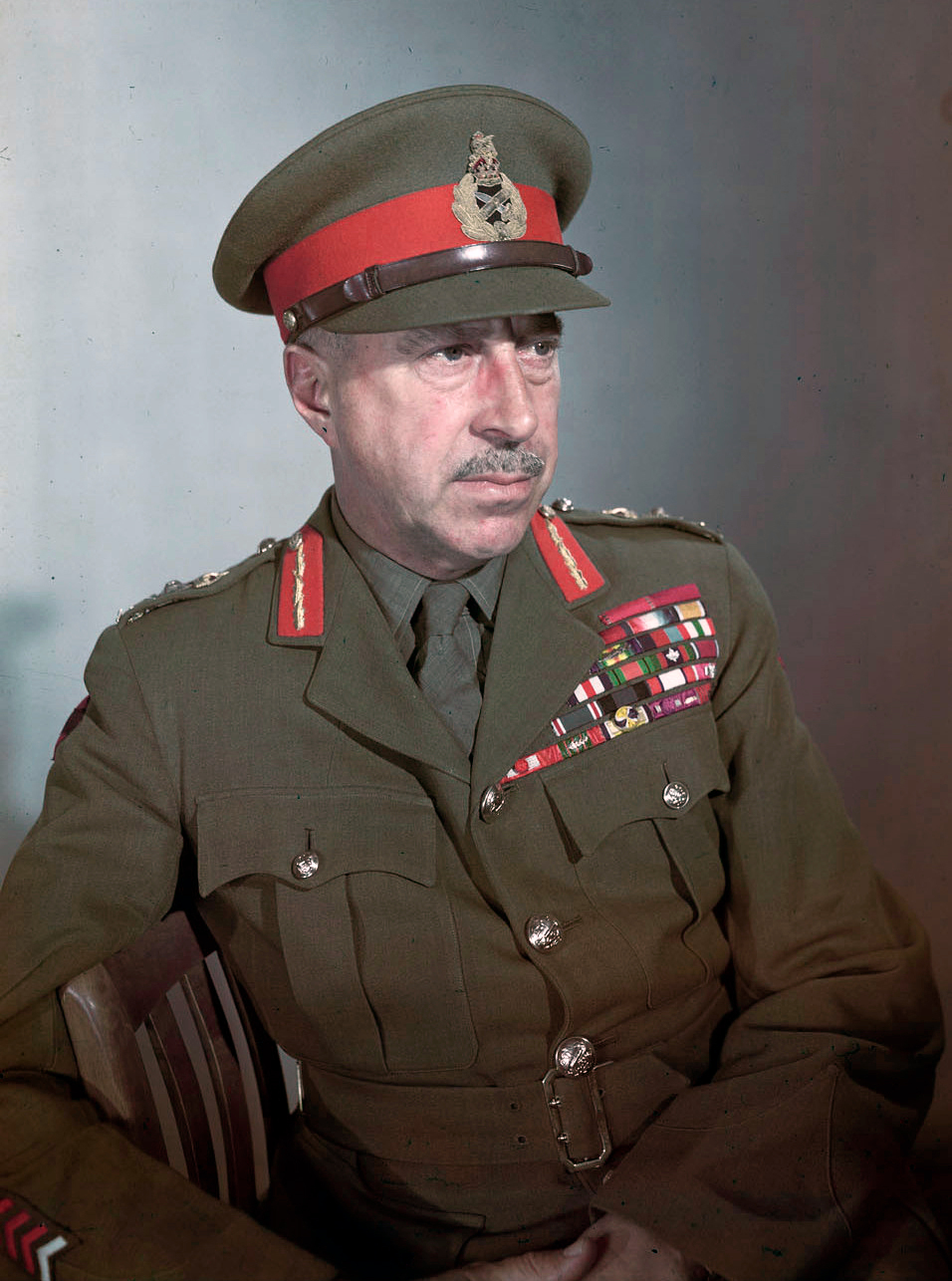
Harry Crerar
1 april

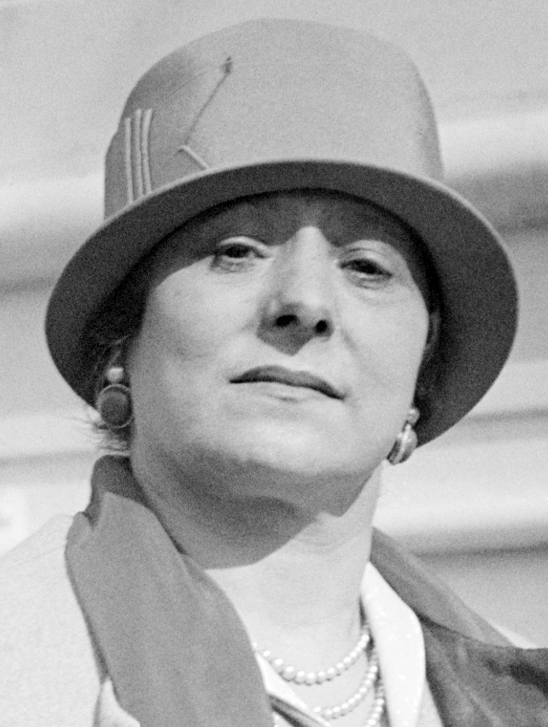
Helena Rubinstein
1 april

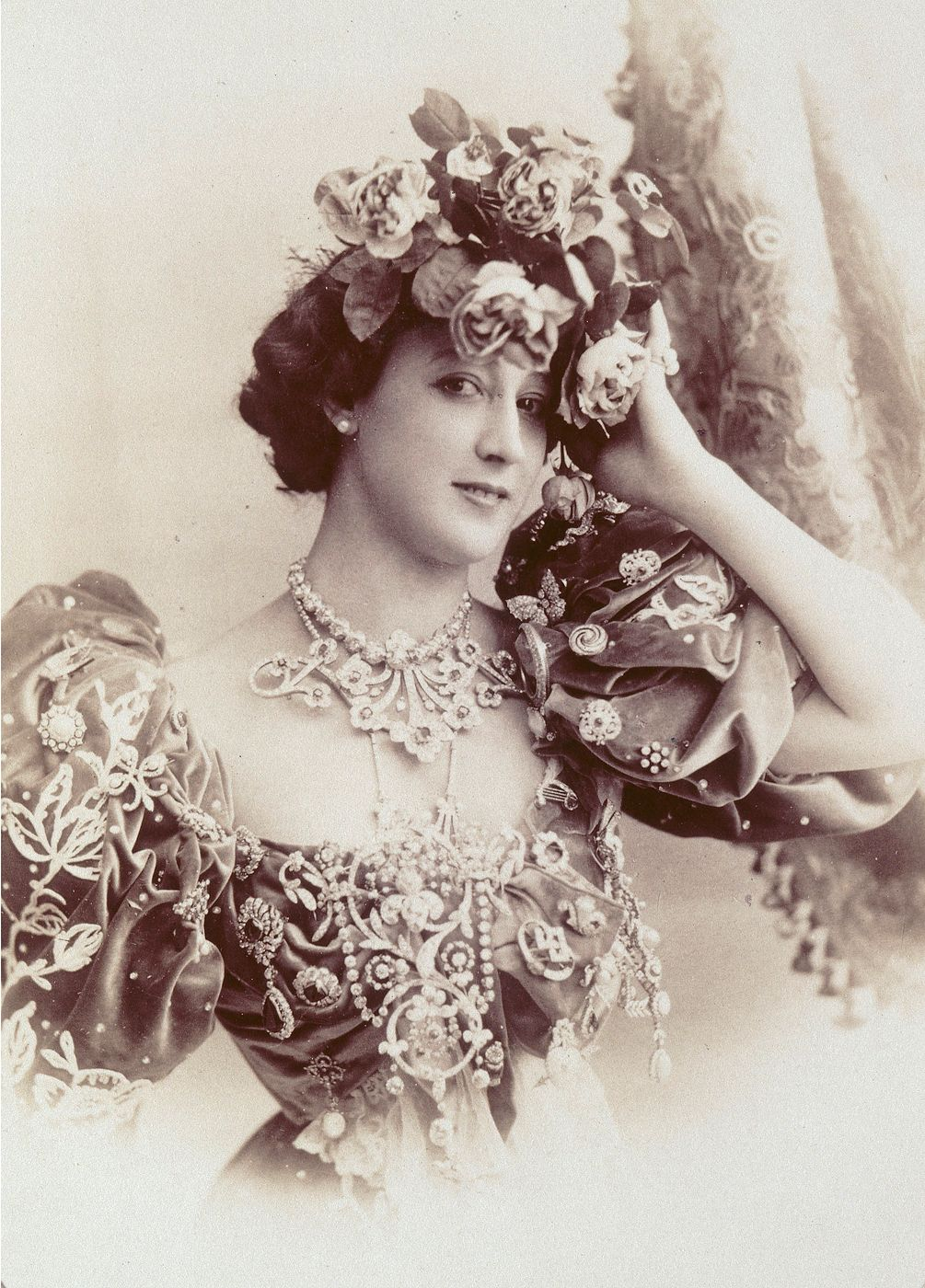
La Belle Otero
10 april

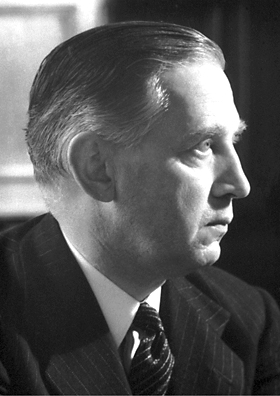
Edward Victor Appleton
21 april

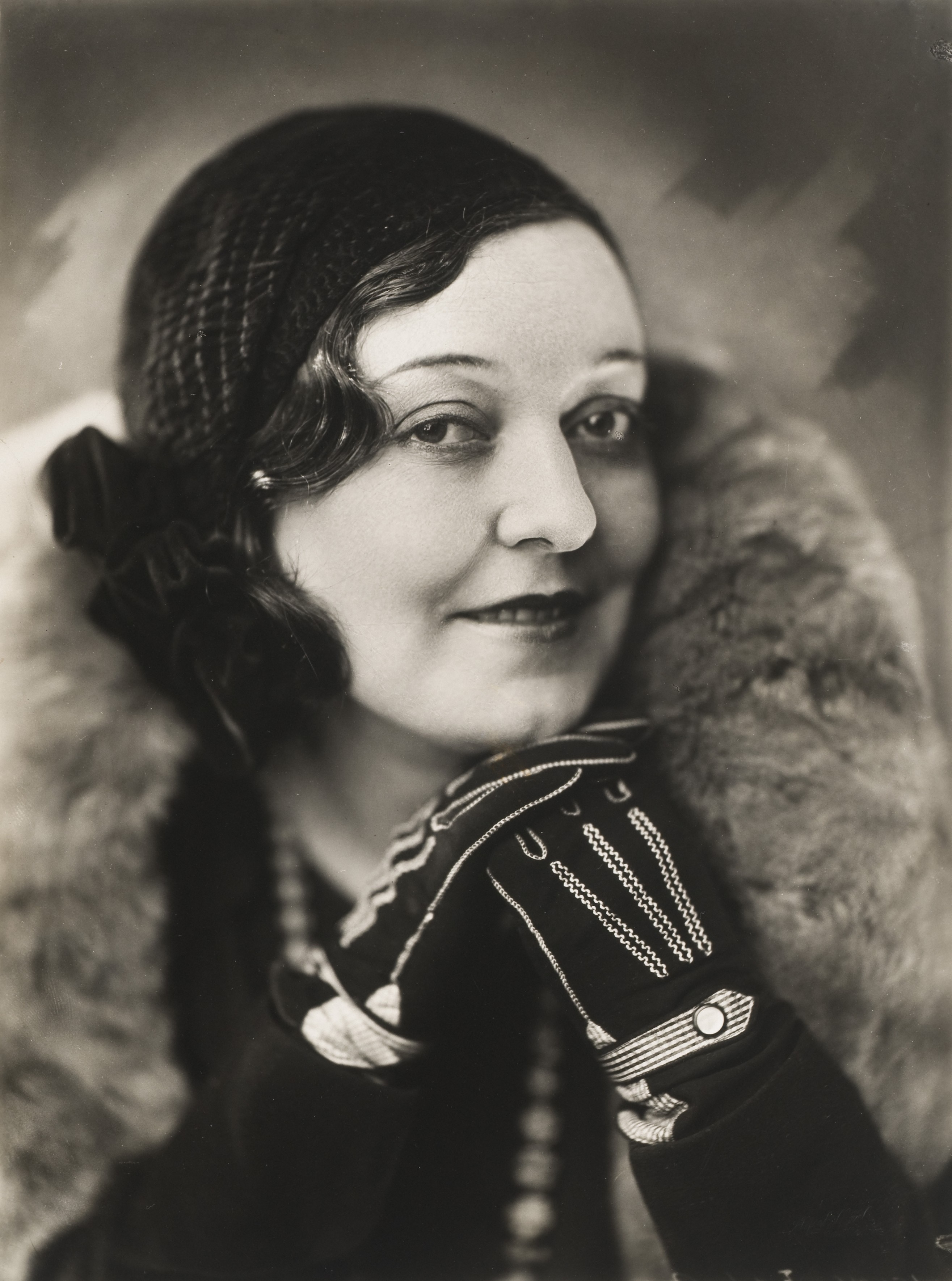
Fien de la Mar
23 april

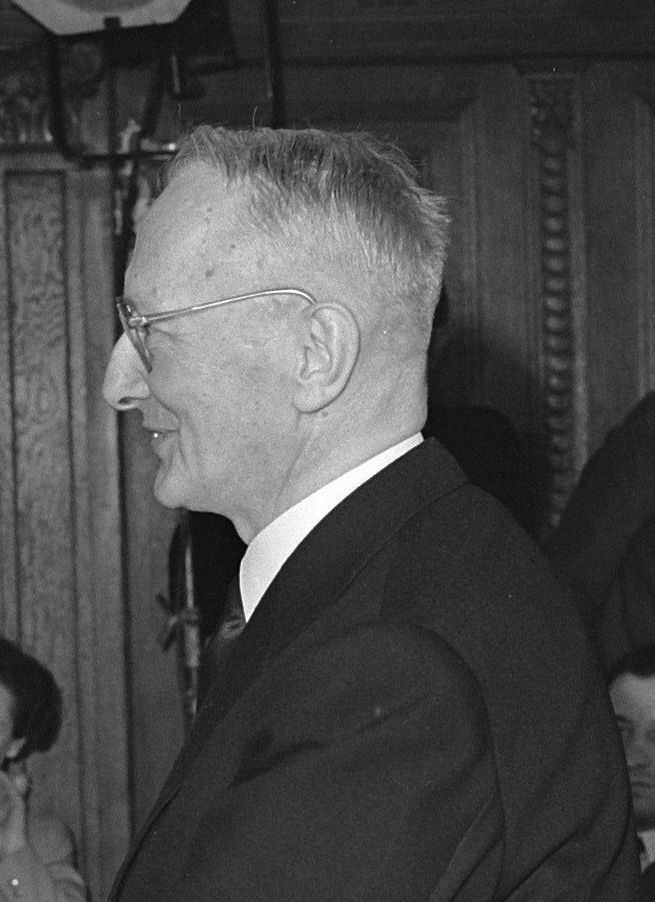
F. Bordewijk
28 april

| 1 | 2 | 3 | 4 | 5 | 6 | 7 | 8 | 9 | 10 | 11 | 12 | 13 | 14 | 15 | 16 | 17 | 18 | 19 | 20 | 21 | 22 | 23 | 24 | 25 | 26 | 27 | 28 | 29 | 30 |
| - | - | - | - | - | - | - | - | - | -- | -- | -- | -- | -- | -- | -- | -- | -- | -- | -- | -- | -- | -- | -- | -- | -- | -- | -- | -- | -- |

### 1 april
- Harry Crerar (76), Canadees militair leider
- Helena Rubinstein (94), Amerikaans cosmetica-industrieel

### 2 april
- Jens Hundseid (81), Noors politicus

### 4 april
- Gijs Jacobs van den Hof (76), Nederlands beeldhouwer en medailleur

### 5 april
- Johann Evangelist Müller (87), Duits bisschop

### 6 april
- Robert Gorham Morse (90), Amerikaans componist

### 7 april
- Leendert Johannes Breman (73), Nederlands diplomaat
- Piet in 't Hout (86), Nederlands kunstenaar

### 9 april
- Albert Gregory Meyer (62), Amerikaans kardinaal
- Sherman Minton (74), Amerikaans politicus

### 10 april
- Linda Darnell (41), Amerikaans actrice
- La Belle Otero (96), Spaans danseres en zangeres
- jonkheer David Rutgers van Rozenburg (20), slachtoffer roetkapaffaire

### 12 april
- Jan van Herwijnen (75), Nederlands kunstschilder en tekenaar

### 13 april
- Fernand Blum (79), Belgisch politicus

### 15 april
- Auguste Buisseret (76), Belgisch politicus

### 16 april
- Floris Jespers (76), Belgisch kunstschilder
- Félix Sellier (72), Belgisch wielrenner

### 17 april
- Bertus Klasen (76), Nederlands uitvinder

### 18 april
- Guillermo González Camarena (48), Mexicaans ingenieur

### 19 april
- George Dietz (85), Amerikaans roeier
- Paul Rijkens (76), Nederlands ondernemer

### 20 april
- Arsène Alancourt (72), Frans wielrenner
- Percy Coleman (68), Nieuw-Zeelands motorcoureur

### 21 april
- Edward Victor Appleton (72), Brits natuurkundige

### 22 april
- Petre Antonescu (91), Roemeens architect

### 23 april
- Fien de la Mar (67), Nederlands actrice en cabaretière
- Gerlacus Moes (62), Nederlands zwemmer

### 26 april
- Aaron Avshalomov (70), Russisch componist

### 28 april
- F. Bordewijk (80), Nederlands schrijver
- Alphonse Clignez (79), Belgisch politicus

## Mei

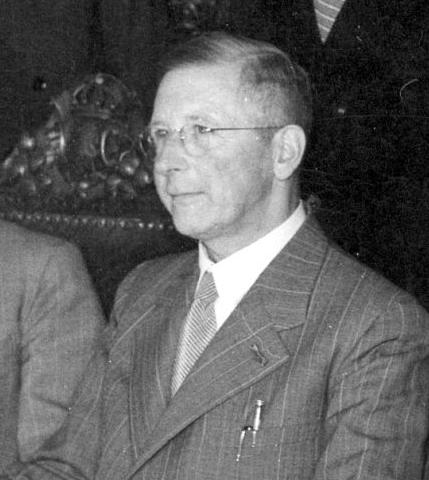
Johan Ringers
6 mei

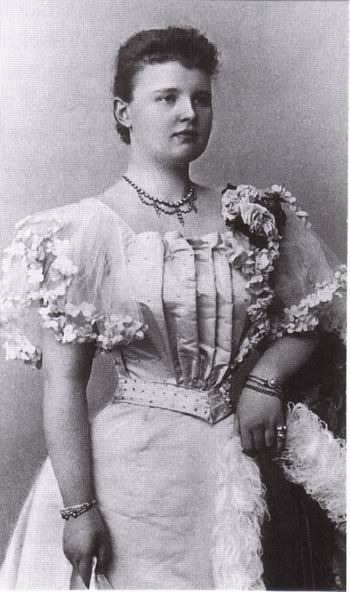
Pauline van Württemberg
7 mei

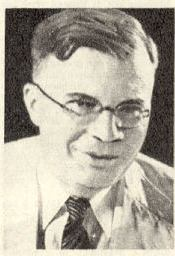
Hubertus van Mook
10 mei

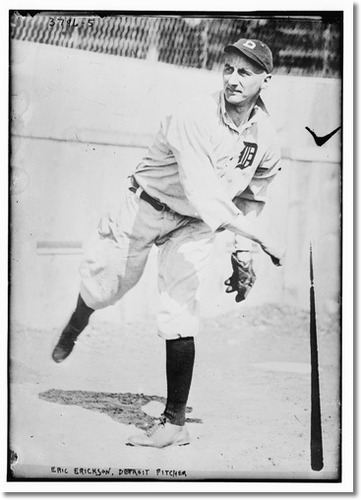
Eric Erickson
19 mei

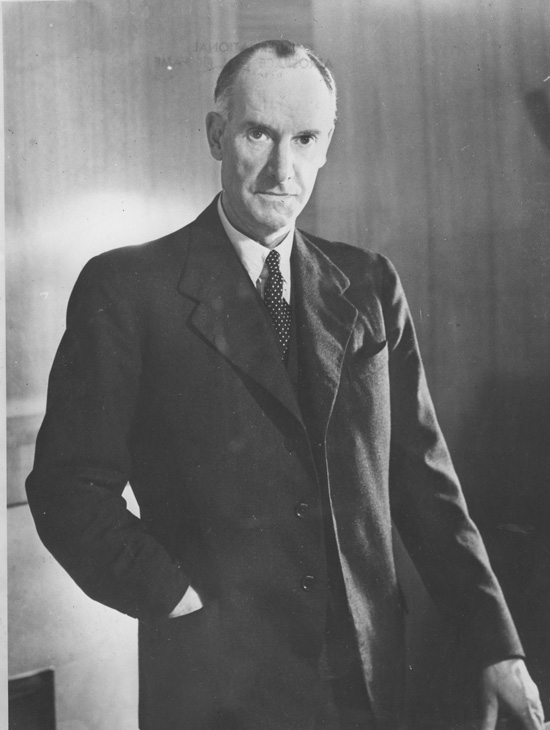
Geoffrey de Havilland
21 mei

| 1 | 2 | 3 | 4 | 5 | 6 | 7 | 8 | 9 | 10 | 11 | 12 | 13 | 14 | 15 | 16 | 17 | 18 | 19 | 20 | 21 | 22 | 23 | 24 | 25 | 26 | 27 | 28 | 29 | 30 | 31 |
| - | - | - | - | - | - | - | - | - | -- | -- | -- | -- | -- | -- | -- | -- | -- | -- | -- | -- | -- | -- | -- | -- | -- | -- | -- | -- | -- | -- |

### 1 mei
- Willem van Veenendaal (61), Nederlands piloot en luchtvaartpionier

### 2 mei
- Gerardus Johannes Geers (73), Nederlands taalkundige

### 3 mei
- Alajos Keserű (60), Hongaars waterpolospeler
- Árpád Szakasits (77), president van Hongarije

### 4 mei
- Justinus Pedro Johannes Gewin (84), Nederlands jurist

### 6 mei
- Giulio Bevilacqua (83), Italiaans kardinaal
- René Guénot (74), Frans wielrenner
- Johan Ringers (80), Nederlands bestuurder

### 7 mei
- Pauline van Württemberg (87), lid Duitse adel

### 8 mei
- José Caancan (87) Filipijns beeldhouwer en houtsnijder

### 9 mei
- Corneille Embise (71), Belgisch politicus

### 10 mei
- Hubertus van Mook (70), Nederlands koloniaal bestuurder

### 11 mei
- Lode Baekelmans (86), Belgisch schrijver

### 12 mei
- Maurice De Meester (75), Belgisch architect
- Carlos Scarone (76), Uruguayaans voetballer

### 14 mei
- Frances Perkins (85), Amerikaanse minister

### 17 mei
- Horatius Albarda (61), Nederlands zakenman
- Frans Goelen (59), Belgisch politicus

### 18 mei
- Eli Cohen (40), Israëlisch vertaler en spion
- Eduard Jan Dijksterhuis (72), Nederlands wetenschapshistoricus

### 19 mei
- Klaas Buchly (55), Nederlands wielrenner
- Eric Erickson (70), Zweeds honkballer

### 20 mei
- Edgar Barth (48), Duits autocoureur
- Charles Camoin (85), Frans kunstschilder
- Kristian Middelboe (84), Deens voetballer en voetbalbestuurder

### 21 mei
- Geoffrey de Havilland (82), Britse luchtvaartpionier

### 23 mei
- Christine Bader (87), Nederlands kinderarts
- Helge Klæstad (79), Noors rechter
- David Smith (59), Amerikaans beeldhouwer

### 24 mei
- Charles Storm (87), Amerikaans componist

### 25 mei
- Sonny Boy Williamson II (65), Amerikaans bluesmusicus

### 27 mei
- Alexander Eppo van Voorst tot Voorst (84), Nederlands bestuurder

## Juni

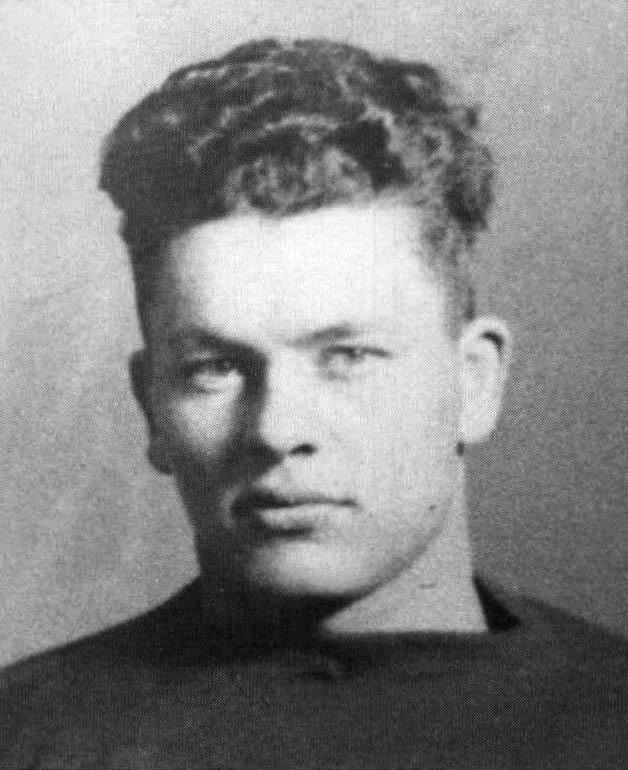
Curly Lambeau
1 juni

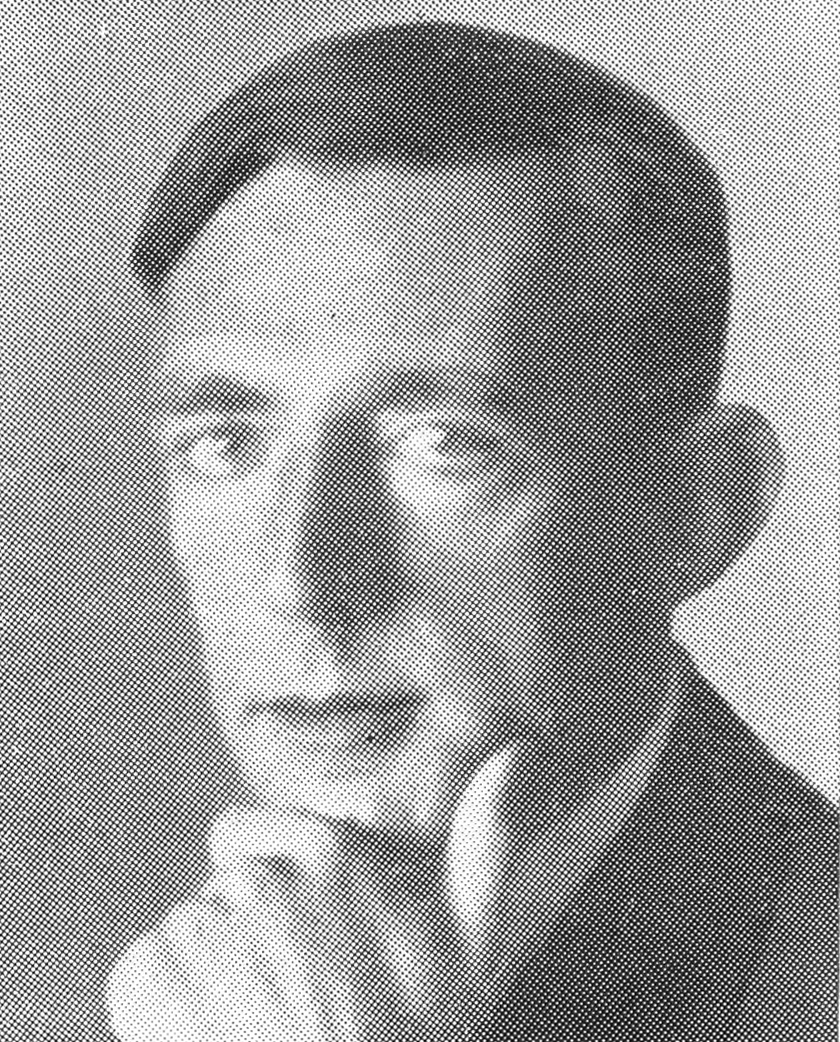
Willem van Zweden
5 juni

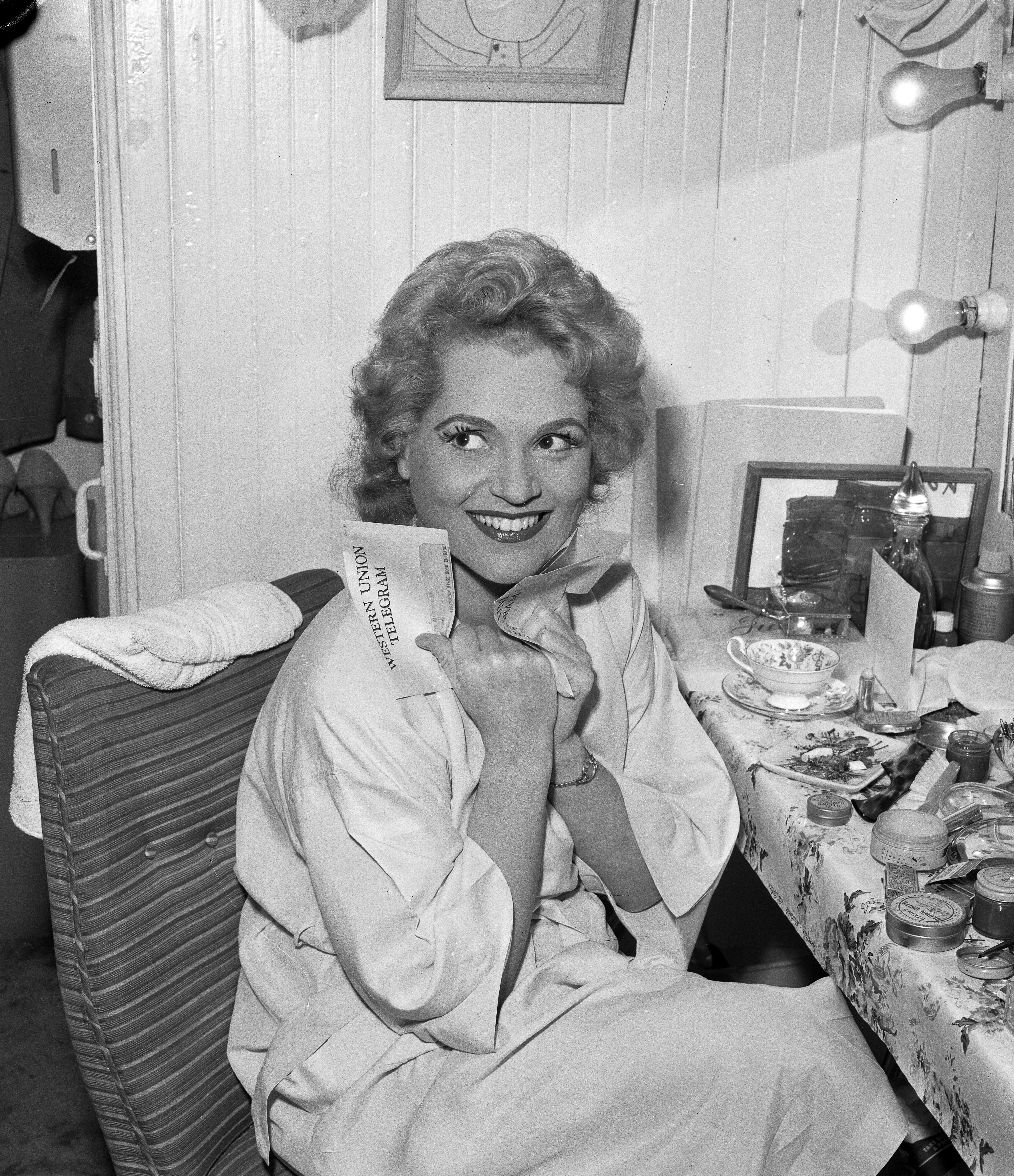
Judy Holliday
7 juni

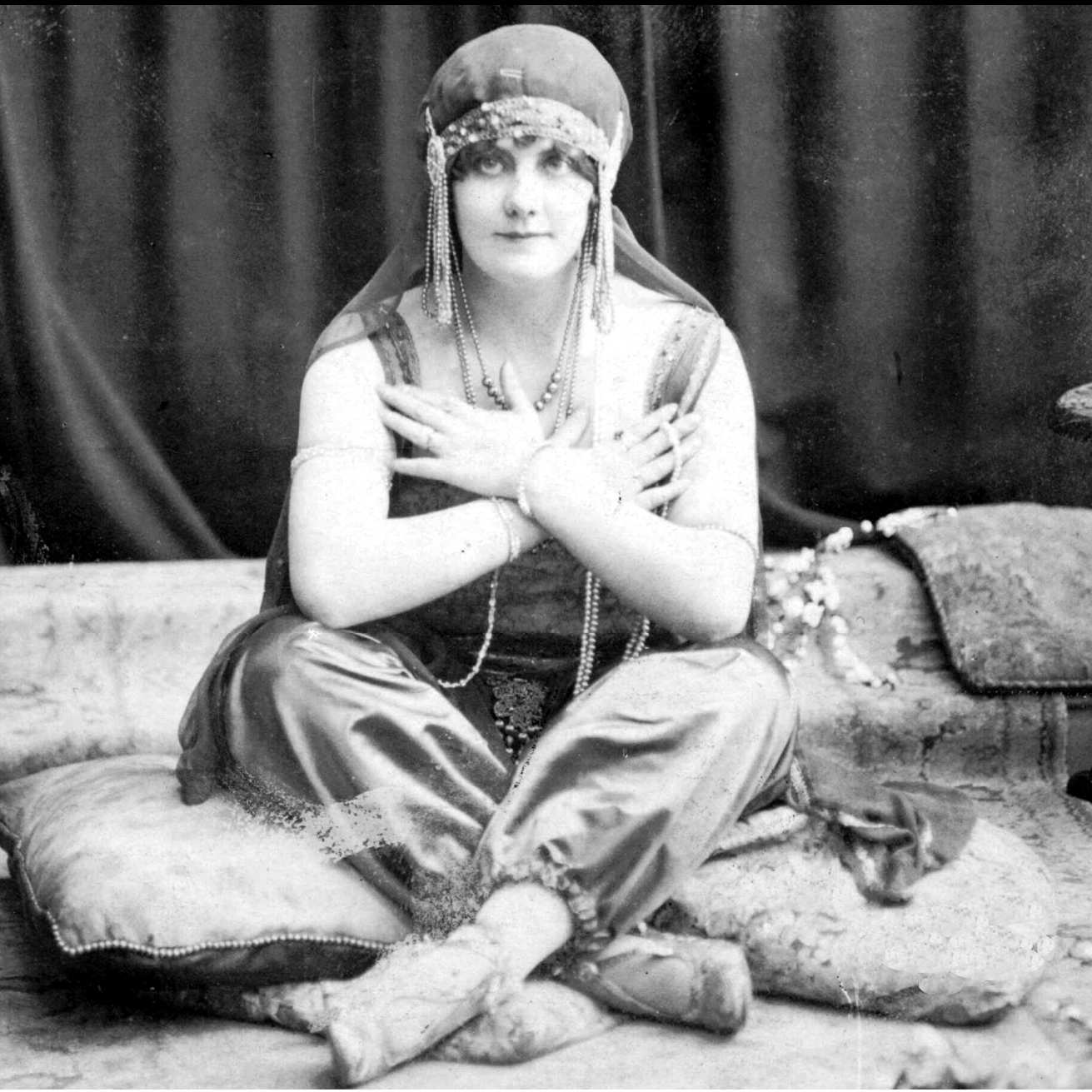
Beppie de Vries
9 juni

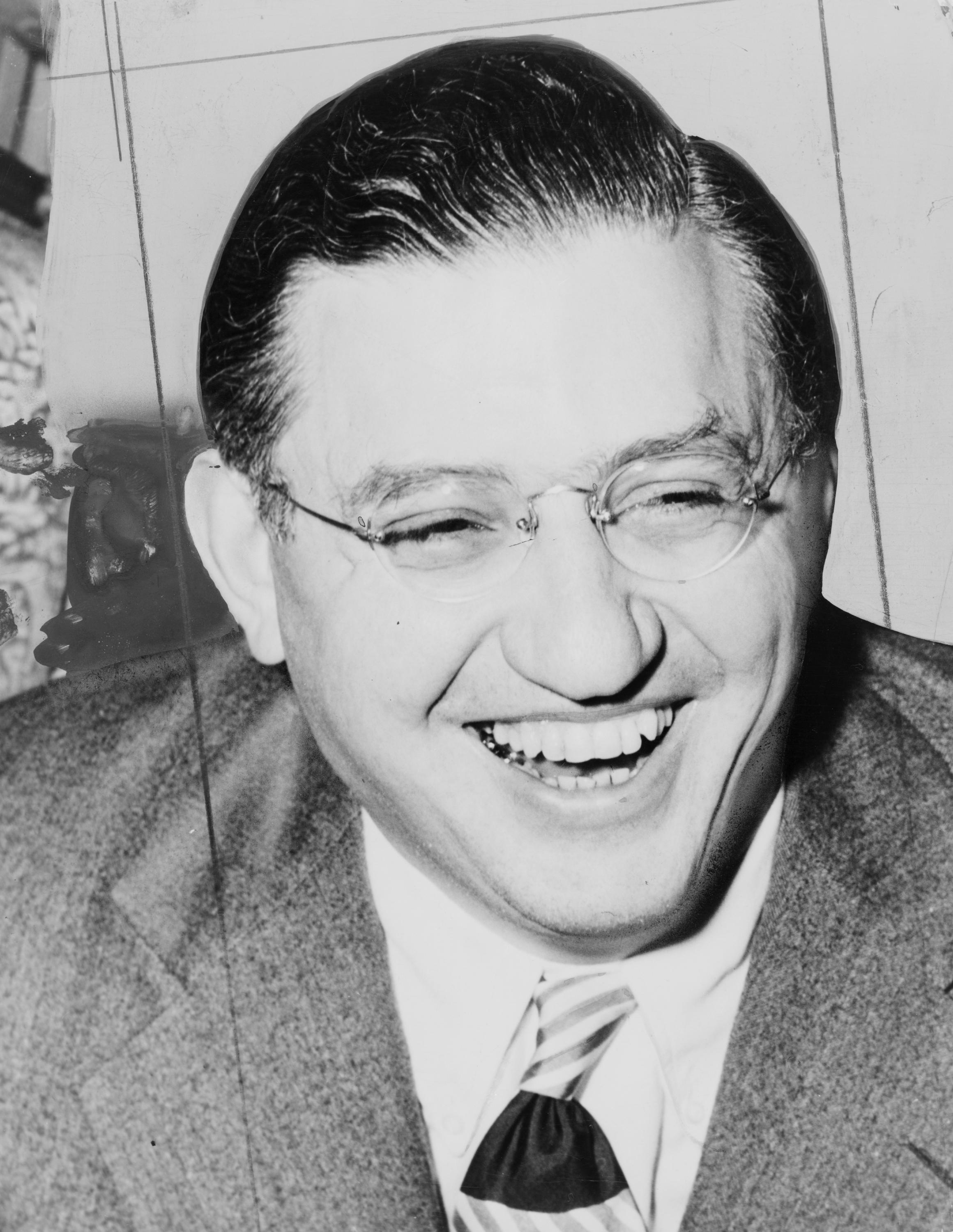
David O. Selznick
22 juni

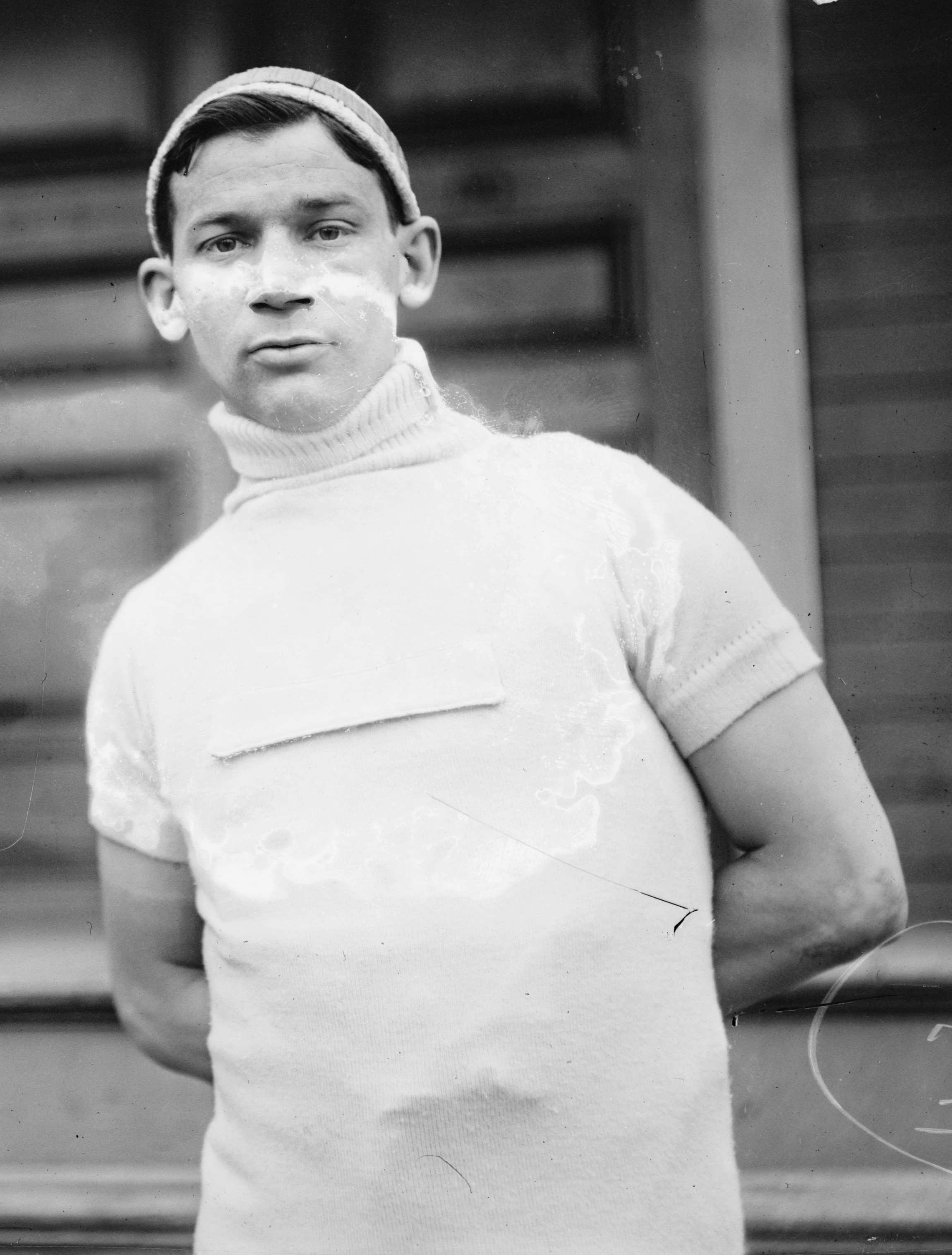
Maurice Brocco
26 juni

| 1 | 2 | 3 | 4 | 5 | 6 | 7 | 8 | 9 | 10 | 11 | 12 | 13 | 14 | 15 | 16 | 17 | 18 | 19 | 20 | 21 | 22 | 23 | 24 | 25 | 26 | 27 | 28 | 29 | 30 |
| - | - | - | - | - | - | - | - | - | -- | -- | -- | -- | -- | -- | -- | -- | -- | -- | -- | -- | -- | -- | -- | -- | -- | -- | -- | -- | -- |

### 1 juni
- Curly Lambeau (67), Amerikaans Americanfootballspeler
- Richard Minne (73), Belgisch schrijver en dichter

### 2 juni
- Nannie Doss (59), Amerikaans moordenares
- Albert Michotte van den Berck (83), Belgisch psycholoog

### 3 juni
- Emile Maillen (85), Belgisch politicus
- Karl Oberg (68), Duits oorlogsmisdadiger

### 4 juni
- Todd Rhodes (64), Amerikaans pianist, bandleider en arrangeur
- Bernard Verhoeven (68), Nederlands schrijver en politicus

### 5 juni
- Ernest Hennejonck (87), Belgisch politicus
- Willem van Zweden (80), lid Zweedse koninklijke familie

### 7 juni
- Jozef Crick (74), Belgisch schrijver
- Judy Holliday (43), Amerikaans actrice

### 8 juni
- Erik Chisholm (61), Brits componist

### 9 juni
- Leo Beaufort (75), Nederlands politicus
- Beppie de Vries (72), Nederlands operazangeres en actrice

### 10 juni
- Pedro Gatmaitan (76), Filipijns dichter

### 11 juni
- Paul Coremans (57), Belgisch bestuurder

### 13 juni
- Martin Buber (87), Oostenrijks-Israëlisch godsdienstfilosoof

### 14 juni
- Carl Norden (85), Amerikaans ingenieur

### 15 juni
- Harry Babcock (74), Amerikaans atleet

### 17 juni
- Arnold Meijer (60), Nederlands politicus

### 20 juni
- Pieter Dirk Stuurman (80), Nederlands architect

### 21 juni
- Henry Weed Fowler (87), Amerikaans zoöloog

### 22 juni
- David O. Selznick (63), Amerikaans filmproducent

### 23 juni
- Mary Boland (85), Amerikaans actrice
- Gerhard Nijenhuis (71), Nederlands burgemeester
- Piet Zwiers (57), Nederlands kunstschilder

### 25 juni
- Bertil Lindblad (69), Zweeds astronoom
- Keg Purnell (50), Amerikaans drummer

### 26 juni
- Maurice Brocco (80), Frans wielrenner
- Conrad Kickert (82), Nederlands kunstschilder

### 27 juni
- Bertus Mooi Wilten (51), Nederlands zwemmer
- Harry Porter (82), Amerikaans atleet

### 29 juni
- Joseph Ryelandt (95), Belgisch componist

## Juli

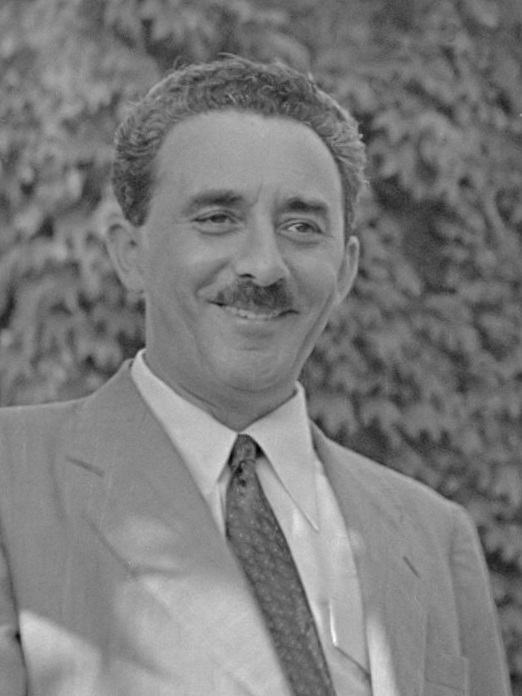
Moshe Sharett
7 juli

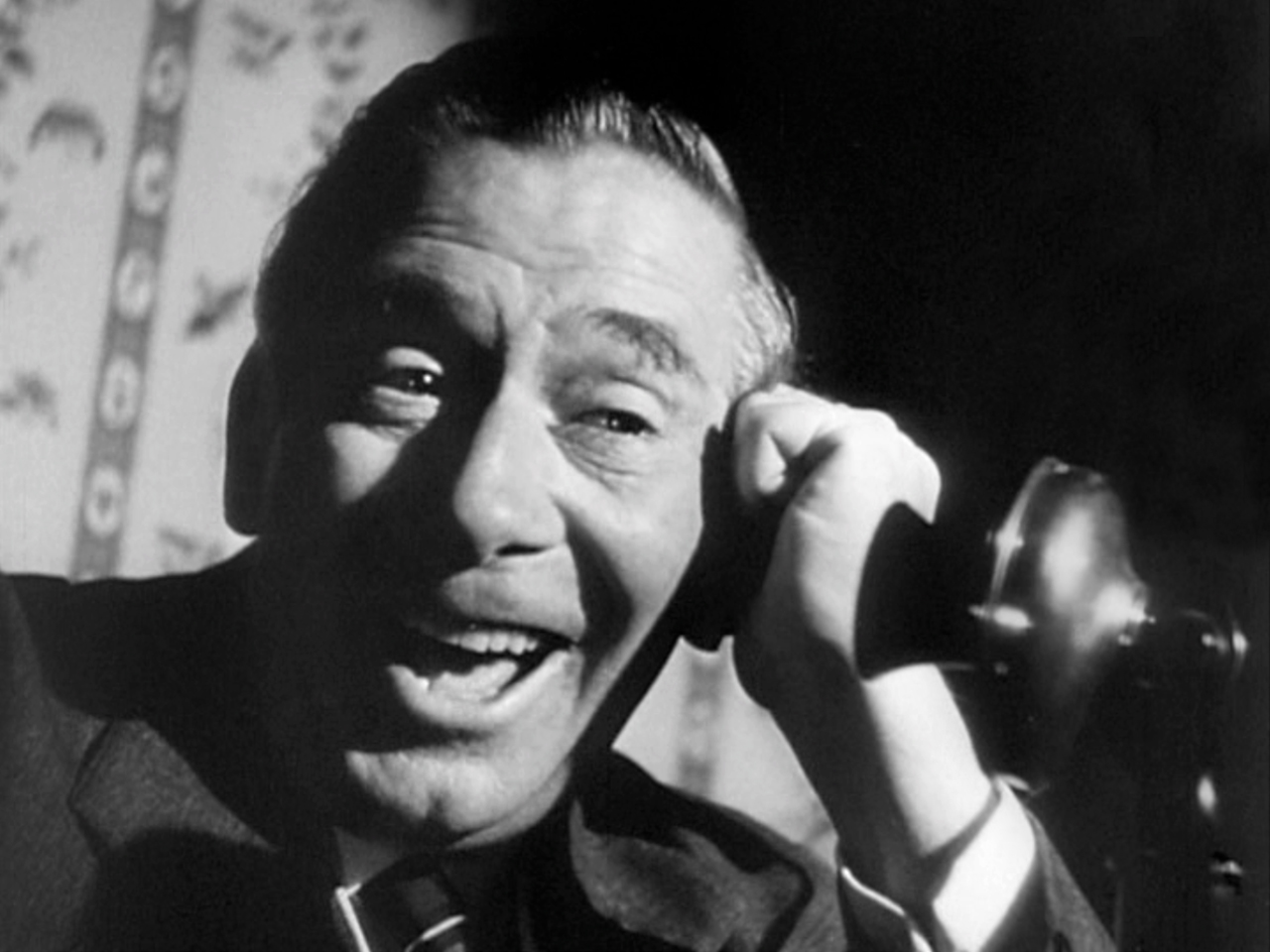
Ray Collins
11 juli

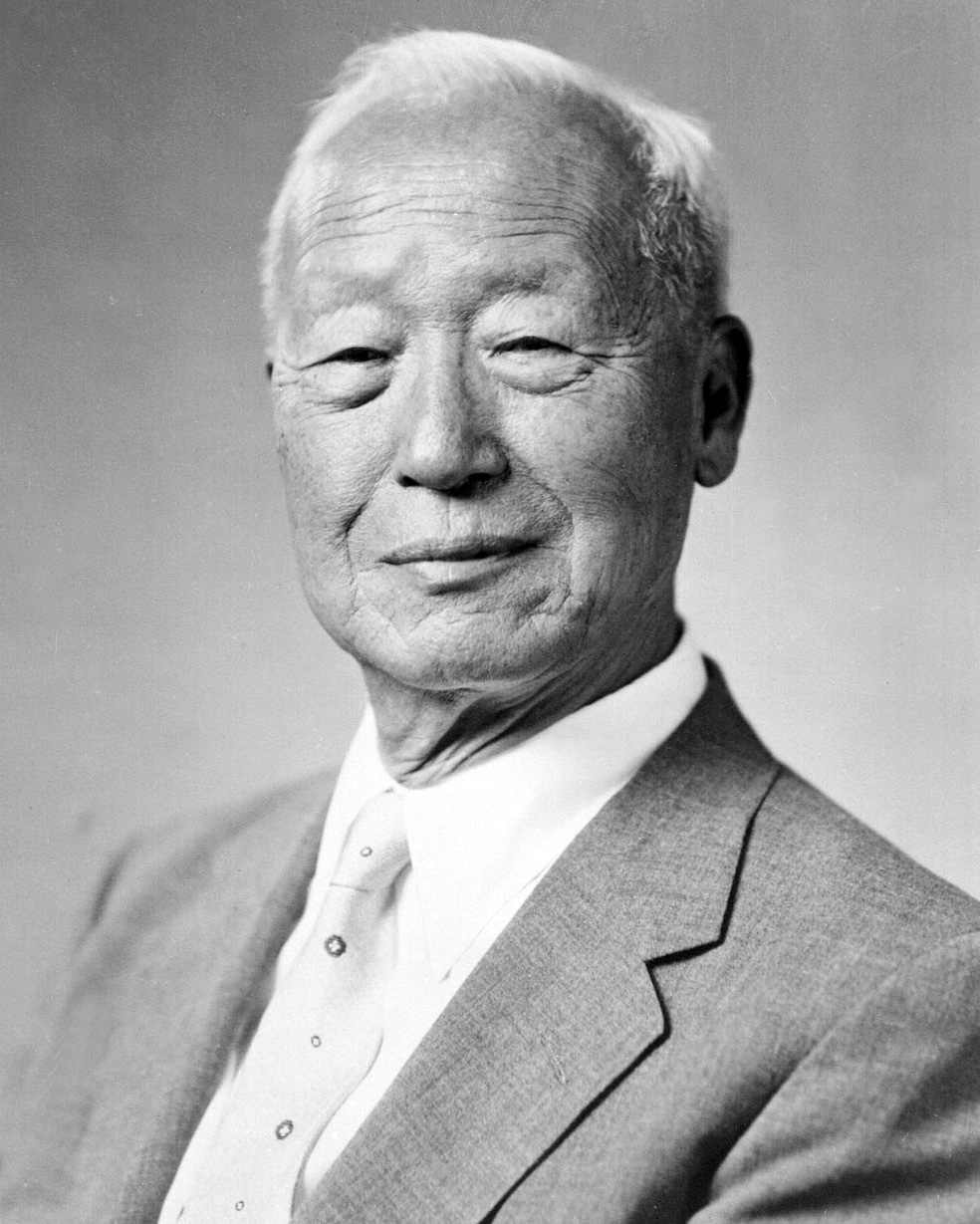
Syngman Rhee
19 juli

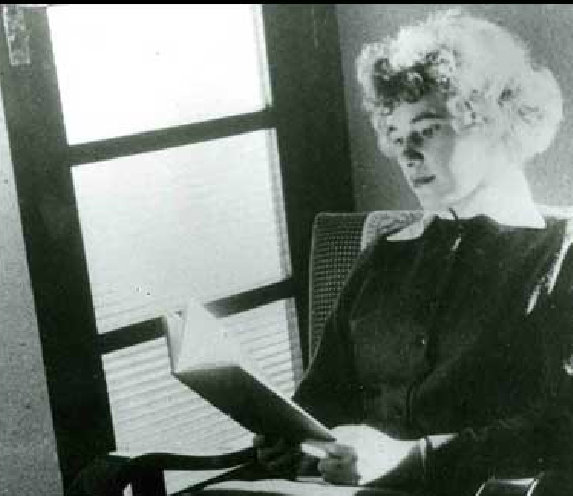
Ingrid Jonker
19 juli

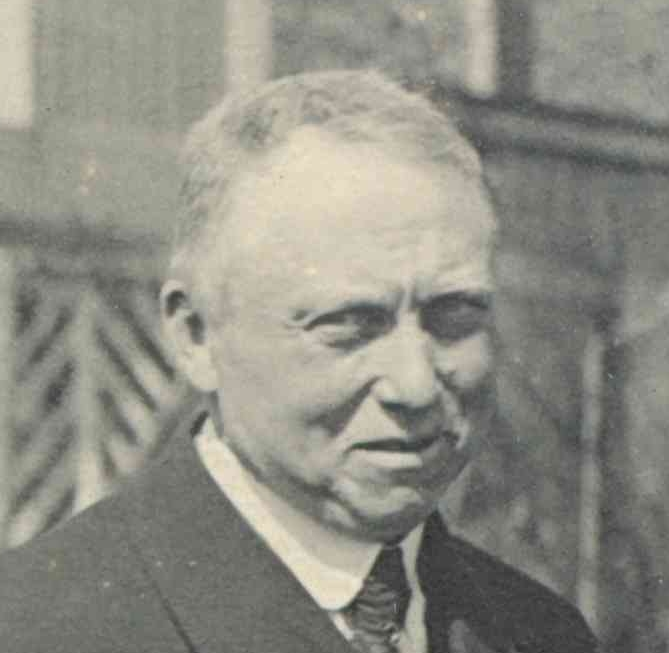
Alfons Vermeulen
20 juli

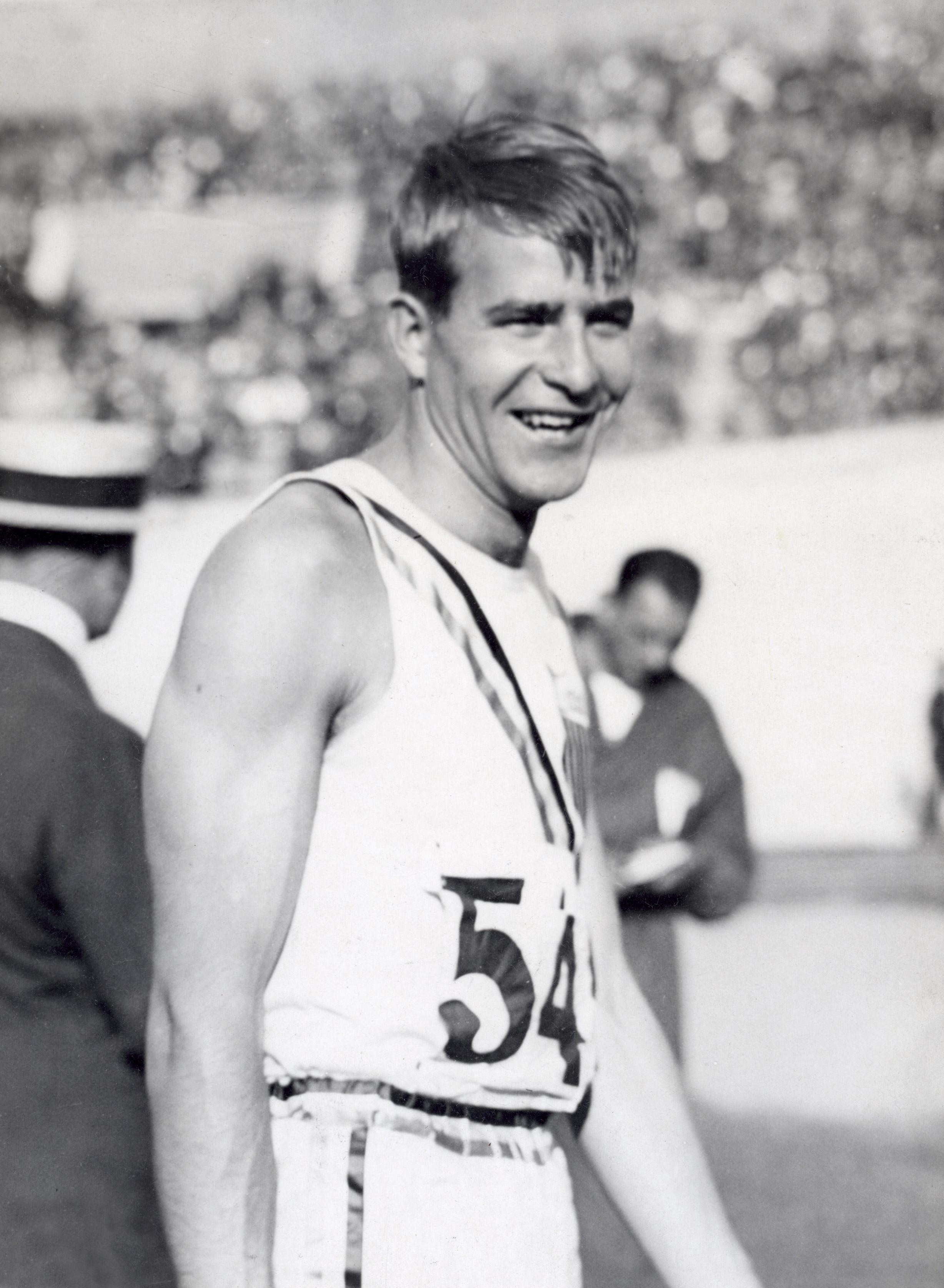
Robert Wade King
29 juli

| 1 | 2 | 3 | 4 | 5 | 6 | 7 | 8 | 9 | 10 | 11 | 12 | 13 | 14 | 15 | 16 | 17 | 18 | 19 | 20 | 21 | 22 | 23 | 24 | 25 | 26 | 27 | 28 | 29 | 30 | 31 |
| - | - | - | - | - | - | - | - | - | -- | -- | -- | -- | -- | -- | -- | -- | -- | -- | -- | -- | -- | -- | -- | -- | -- | -- | -- | -- | -- | -- |

### 1 juli
- Robert Ruark (49), Amerikaans schrijver

### 2 juli
- G.H. 's-Gravesande (83), Nederlands letterkundige en journalist
- Graham Moffatt (45), Brits acteur

### 3 juli
- Nina Dyer (35), Brits mannequin en societyfiguur

### 4 juli
- Marie Antoinette van Hohenzollern-Sigmaringen (68), lid Duitse adel

### 6 juli
- Anton Smeerdijk (79), Nederlands kunstschilder

### 7 juli
- Moshe Sharett (70), Israëlisch politicus

### 9 juli
- Louis Harold Gray (59), Brits-Amerikaanse natuurkundige
- Jan Bertus Heukelom (90), Nederlands grafisch vormgever

### 10 juli
- Pieter A.H. Hofman (79), Nederlands beeldend kunstenaar

### 11 juli
- Ray Collins (75), Amerikaans acteur

### 14 juli
- Gustave Dutrieux (44), Belgisch politicus
- Adlai Stevenson II (65), Amerikaans politicus
- Spencer Williams (85), Amerikaans pianist

### 17 juli
- Walter Evans-Wentz (87), Amerikaans theosoof en schrijver

### 19 juli
- Ingrid Jonker (31), Zuid-Afrikaans dichteres en schrijfster
- Syngman Rhee (90), president van Zuid-Korea

### 20 juli
- Louisette (82), Nederlands zangeres en revue-artieste
- Harry S. Mayhall (83), Amerikaans componist
- Alfons Vermeulen (88), Nederlands schrijver

### 24 juli
- Constance Bennett (60), Amerikaans actrice

### 25 juli
- Abdon Comyn (50), Belgisch burgemeester

### 26 juli
- Johnny Roberts (41), Amerikaans autocoureur

### 27 juli
- Melbourne Armstrong Carriker (86), Amerikaans ornitholoog en entomoloog

### 29 juli
- Robert Wade King (59), Amerikaans atleet
- Jules Masselis (78), Belgisch wielrenner

### 30 juli
- Junichiro Tanizaki (79), Japans schrijver

## Augustus

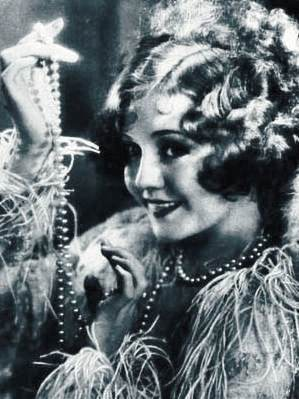
Nancy Carroll
6 augustus

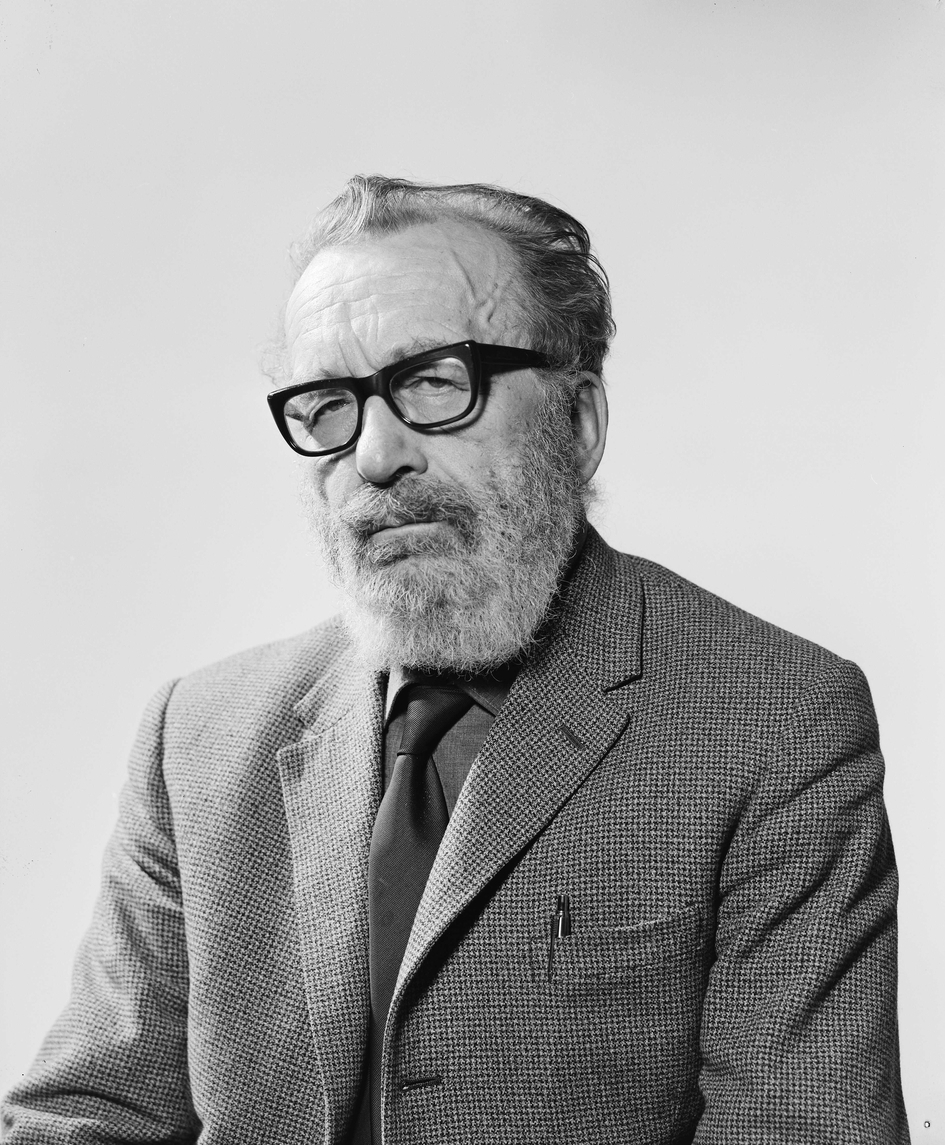
Aksel Sandemose
6 augustus

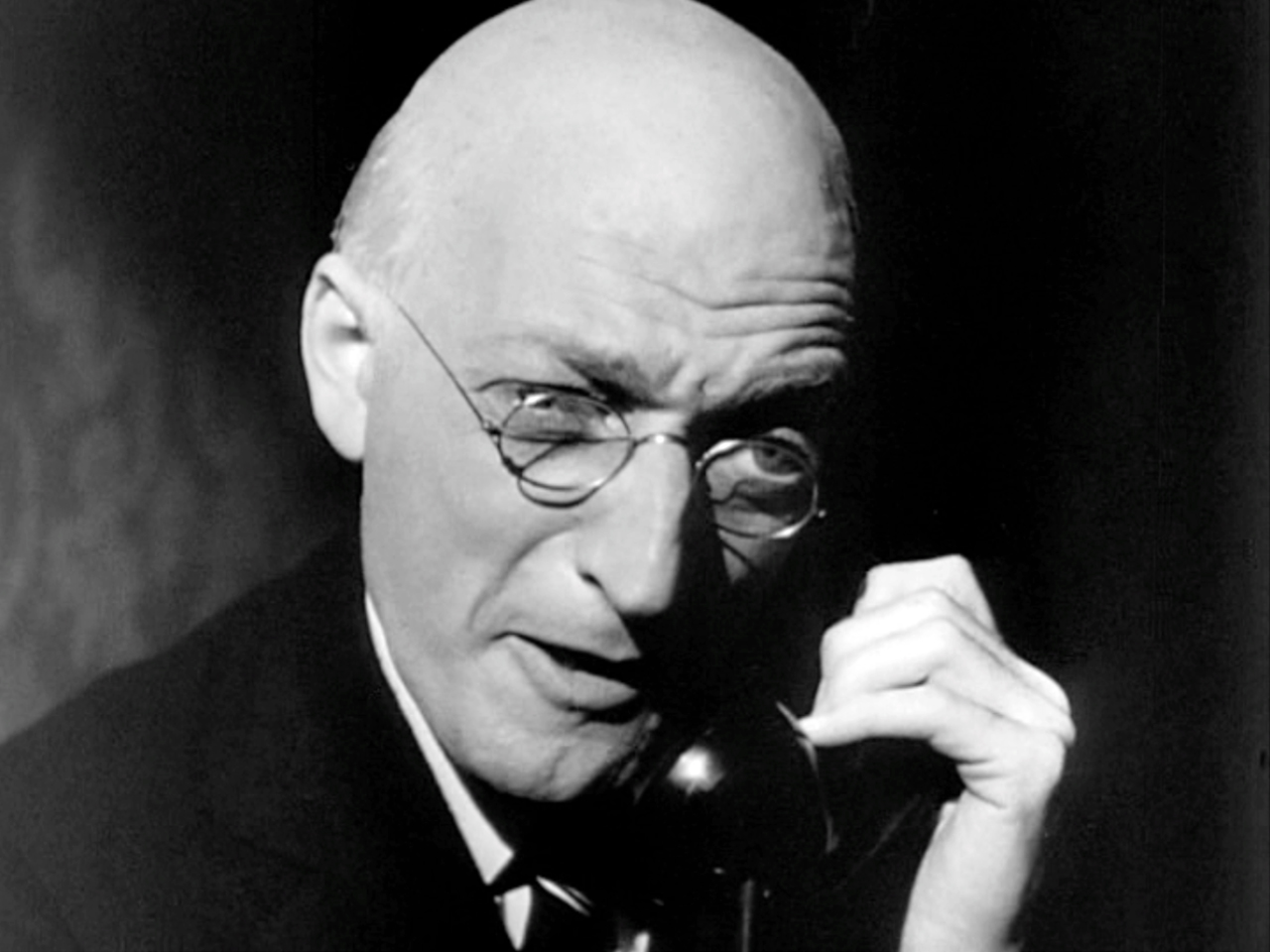
Everett Sloane
6 augustus

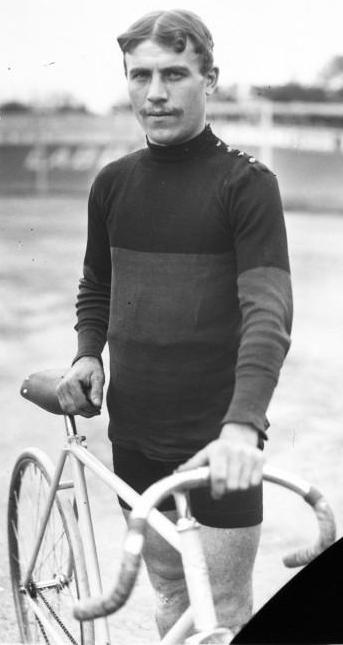
Odiel Defraeye
20 augustus

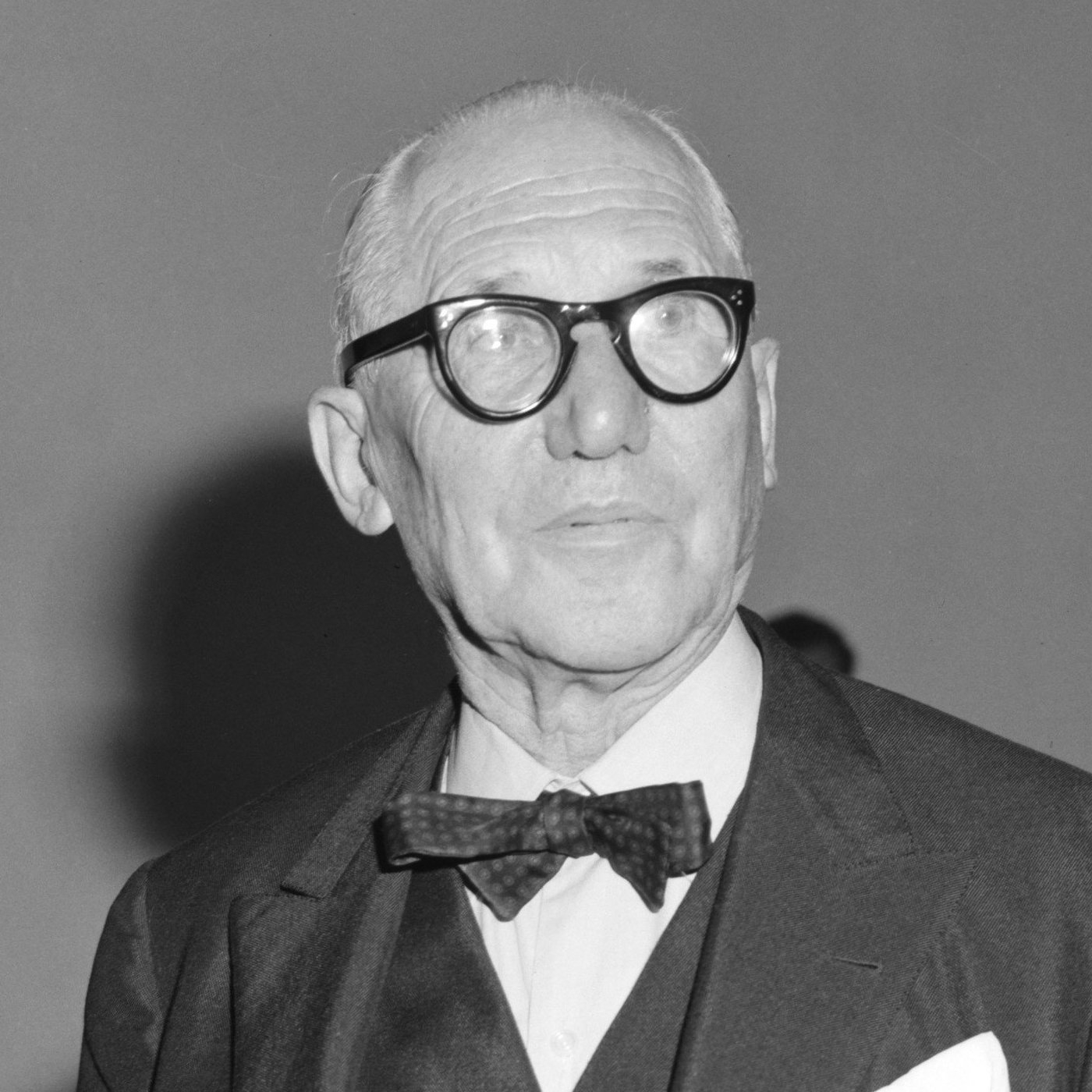
Le Corbusier
27 augustus

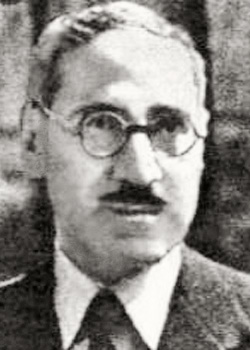
Rasjid Ali al-Gailani
28 augustus

| 1 | 2 | 3 | 4 | 5 | 6 | 7 | 8 | 9 | 10 | 11 | 12 | 13 | 14 | 15 | 16 | 17 | 18 | 19 | 20 | 21 | 22 | 23 | 24 | 25 | 26 | 27 | 28 | 29 | 30 | 31 |
| - | - | - | - | - | - | - | - | - | -- | -- | -- | -- | -- | -- | -- | -- | -- | -- | -- | -- | -- | -- | -- | -- | -- | -- | -- | -- | -- | -- |

### 1 augustus
- Kiyoshi Nobutoki (77), Japans componist

### 2 augustus
- Serge Brisy, Belgisch theosoof
- Friedrich Wimmer (68), Oostenrijks militair

### 4 augustus
- Abdul Badawi (78), Egyptisch politicus en rechter

### 5 augustus
- Nans Amesz (67), Nederlands illustrator
- John Pandellis (68), Grieks-Nederlands kunstschilder en decorbouwer

### 6 augustus
- Nancy Carroll (61), Amerikaans actrice
- William Fullingim (110), oudste mens ter wereld
- Aksel Sandemose (66), Deens-Noors schrijver
- Everett Sloane (55), Amerikaans acteur

### 7 augustus
- Jean Dargassies (93), Frans wielrenner
- Jan Eildert Tuin (75), Nederlands burgemeester
- Pieter-Bernard Vanhumbeeck (77), Belgisch beeldhouwer

### 8 augustus
- Shirley Jackson (48), Amerikaans schrijfster

### 10 augustus
- Ray Robinson (51), Australisch cricketspeler
- Freddie Slack (55), Amerikaans pianist en bandleider

### 11 augustus
- Gaston Fromont (84), Belgisch politicus
- Catharinus Slager (67), Nederlands burgemeester

### 12 augustus
- Diet Kramer (58), Nederlands schrijfster

### 14 augustus
- Jan van Nijlen (80), Belgisch dichter

### 18 augustus
- Victor Abeloos (83), Belgisch kunstschilder
- Adolf Johann Cord Rüter (58), Nederlands historicus
- Ben Stom (78), Nederlands voetballer

### 20 augustus
- Odiel Defraeye (77), Belgisch wielrenner
- Gerard Gratama (91), Nederlands kunstschilder

### 22 augustus
- Ellen Church (60), Amerikaans stewardess
- Norman Dodds (61), Brits politicus

### 24 augustus
- Amílcar Barbuy (72), Braziliaans voetballer
- Ids Wiersma (87), Nederlands schilder en tekenaar

### 25 augustus
- John Hayes (79), Amerikaans atleet

### 27 augustus
- Le Corbusier (77), Zwitsers-Frans architect

### 28 augustus
- Rasjid Ali al-Gailani (73), Iraaks politicus
- Johannes Cornelis Haspels (63), Nederlands burgemeester
- François Verstraeten (78), Belgisch wielrenner

### 29 augustus
- George Erskine (66), Brits militair

### 30 augustus
- Toribio Teodoro (78), Filipijns zakenman

### 31 augustus
- Edward Elmer Smith (75), Amerikaans schrijver en scheikundige

## September

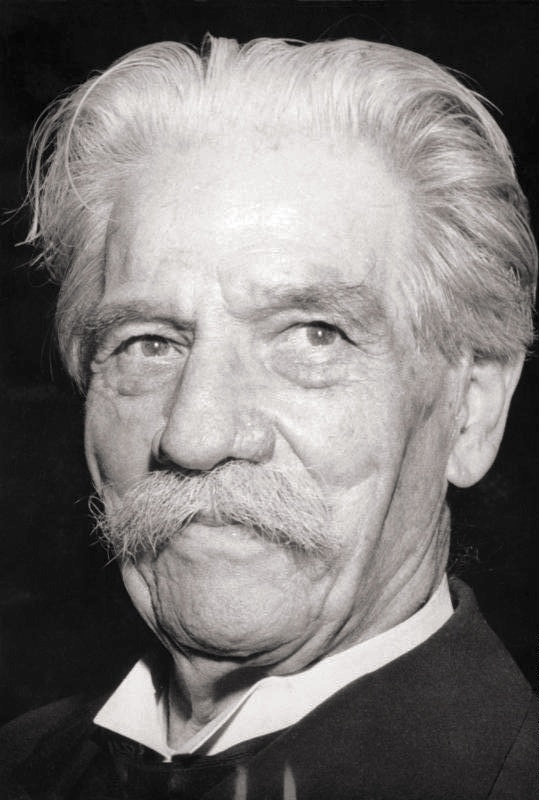
Albert Schweitzer
4 september

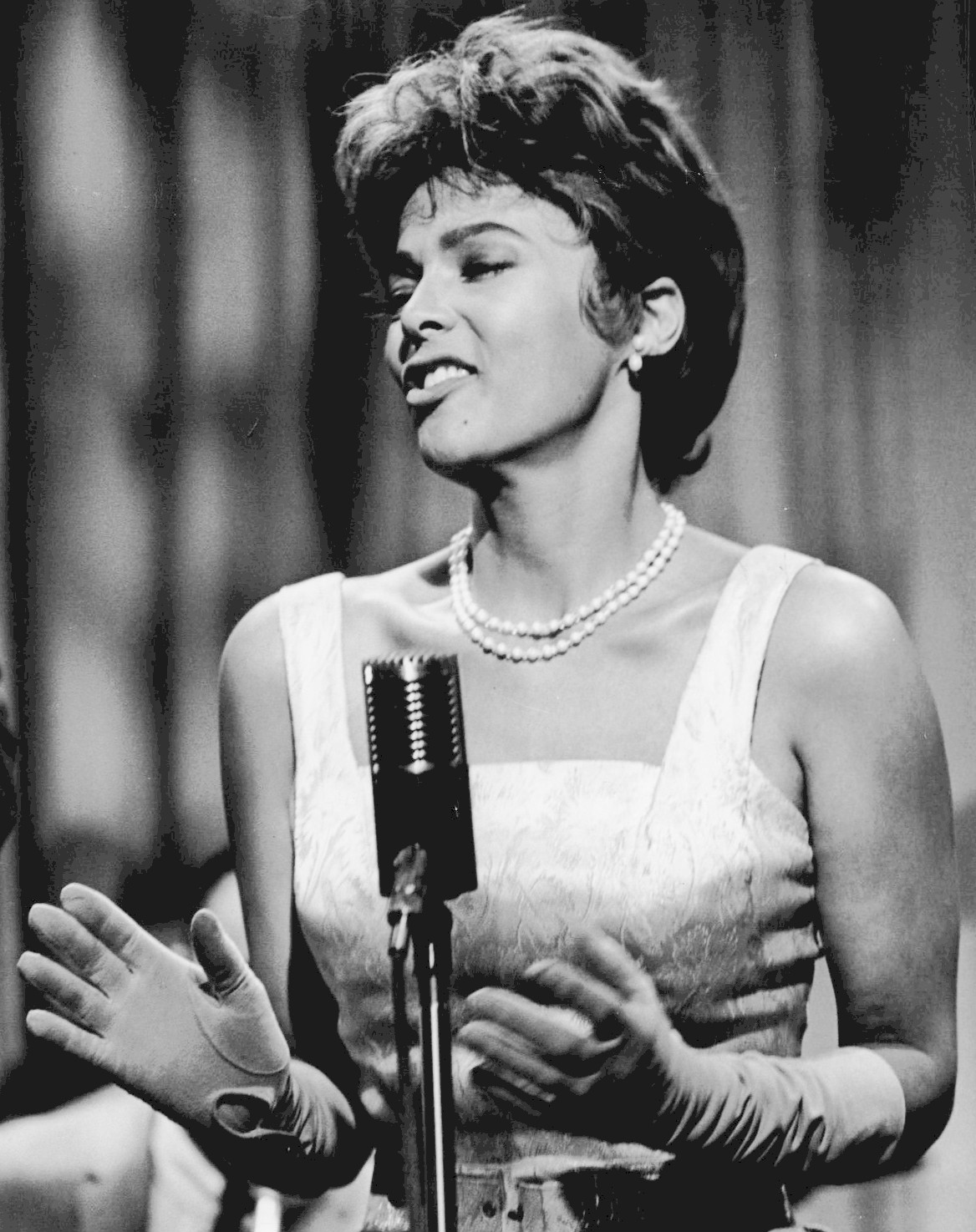
Dorothy Dandridge
8 september

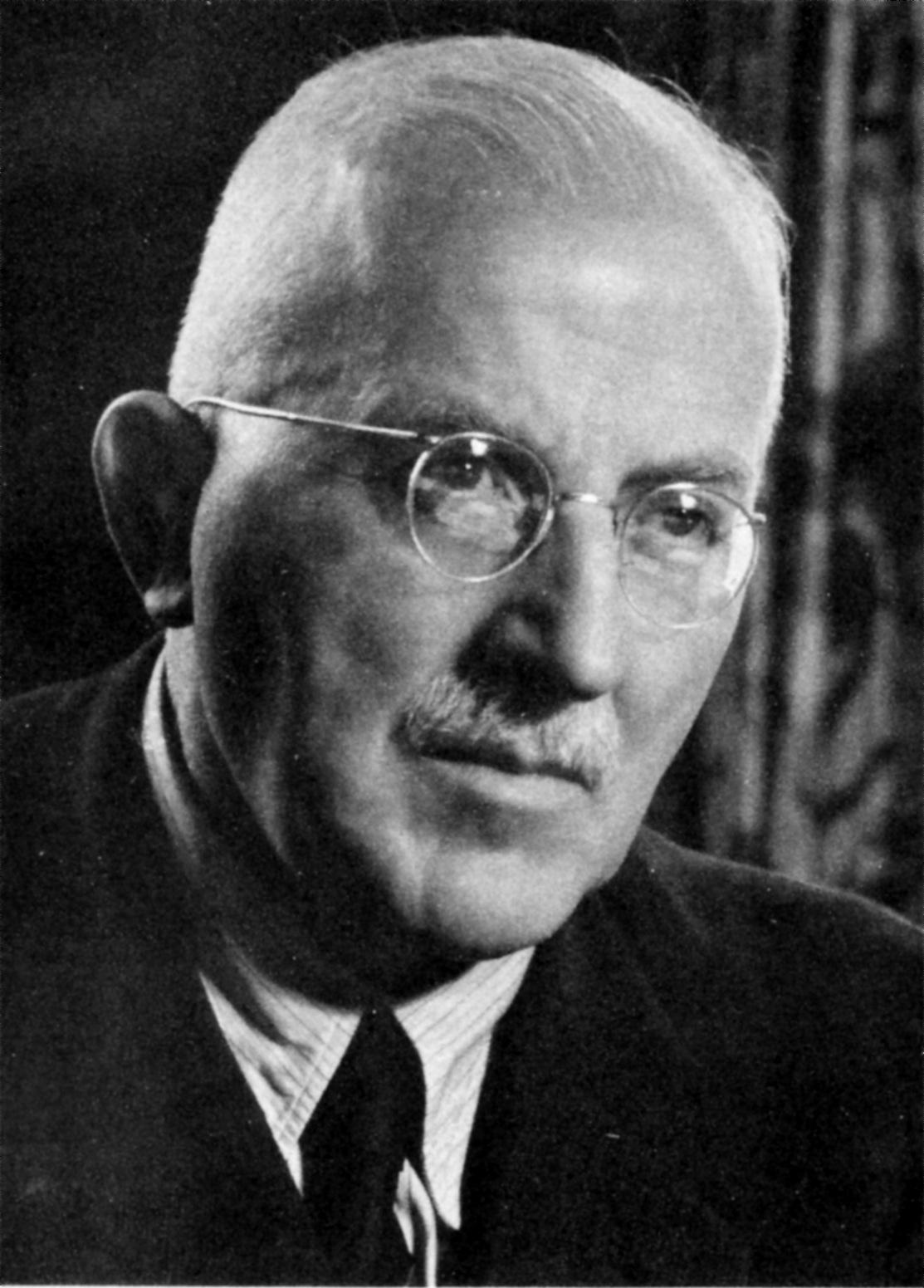
Hermann Staudinger
8 september

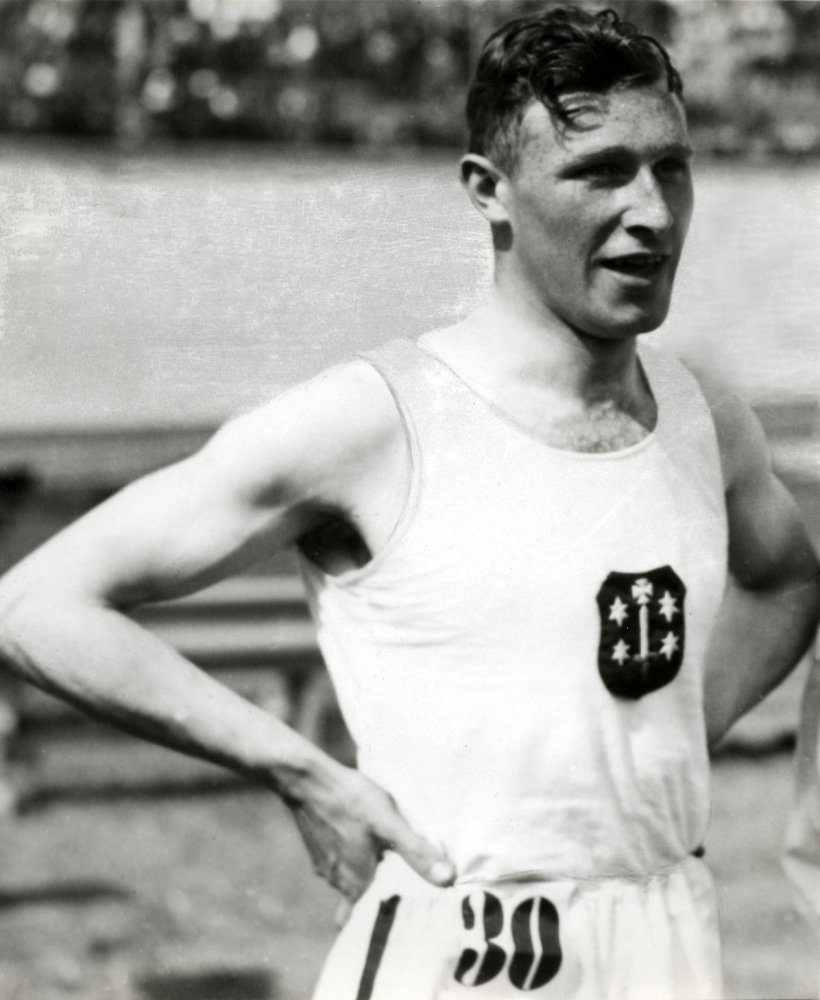
Chris Berger
12 september

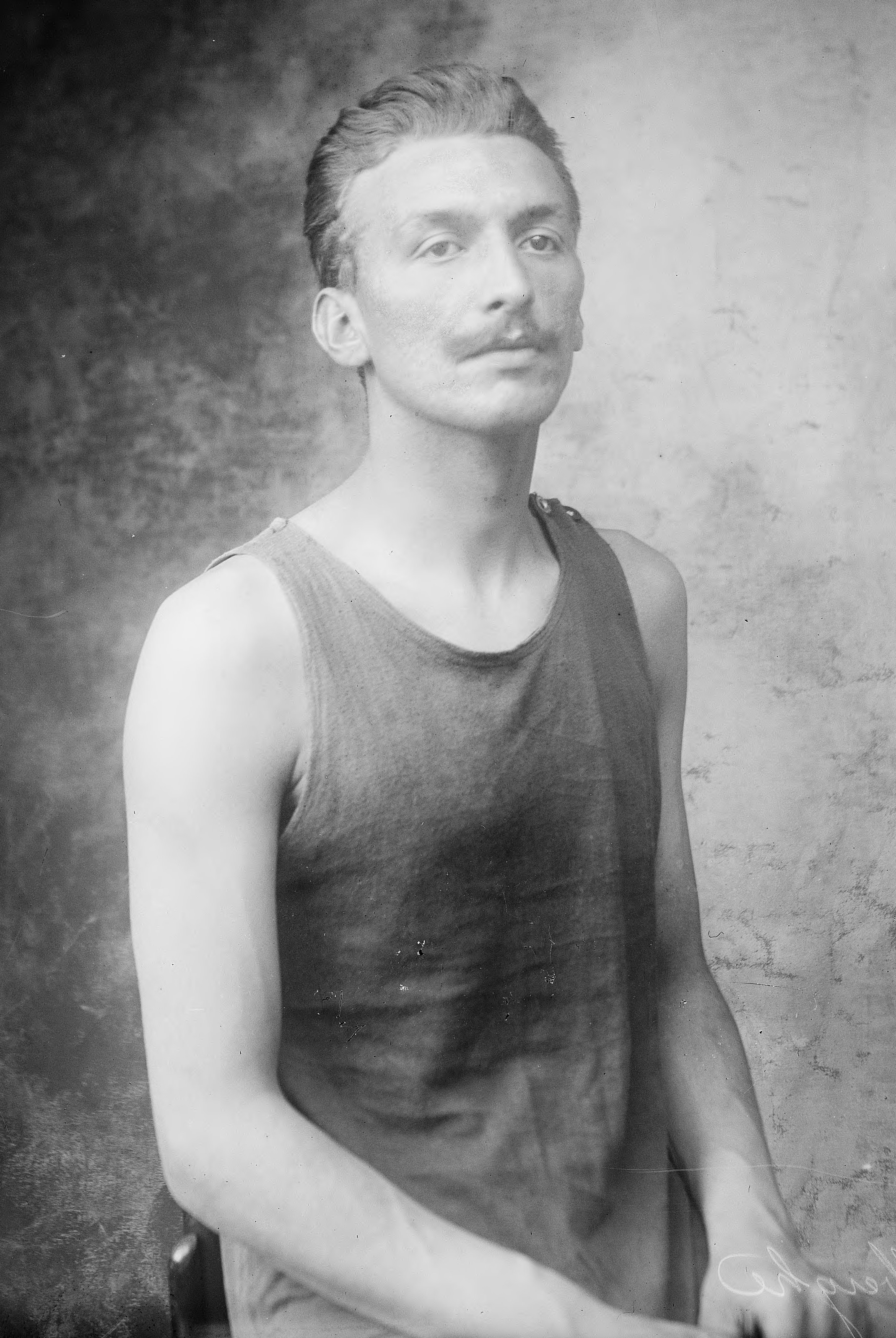
Noël Delberghe
15 september

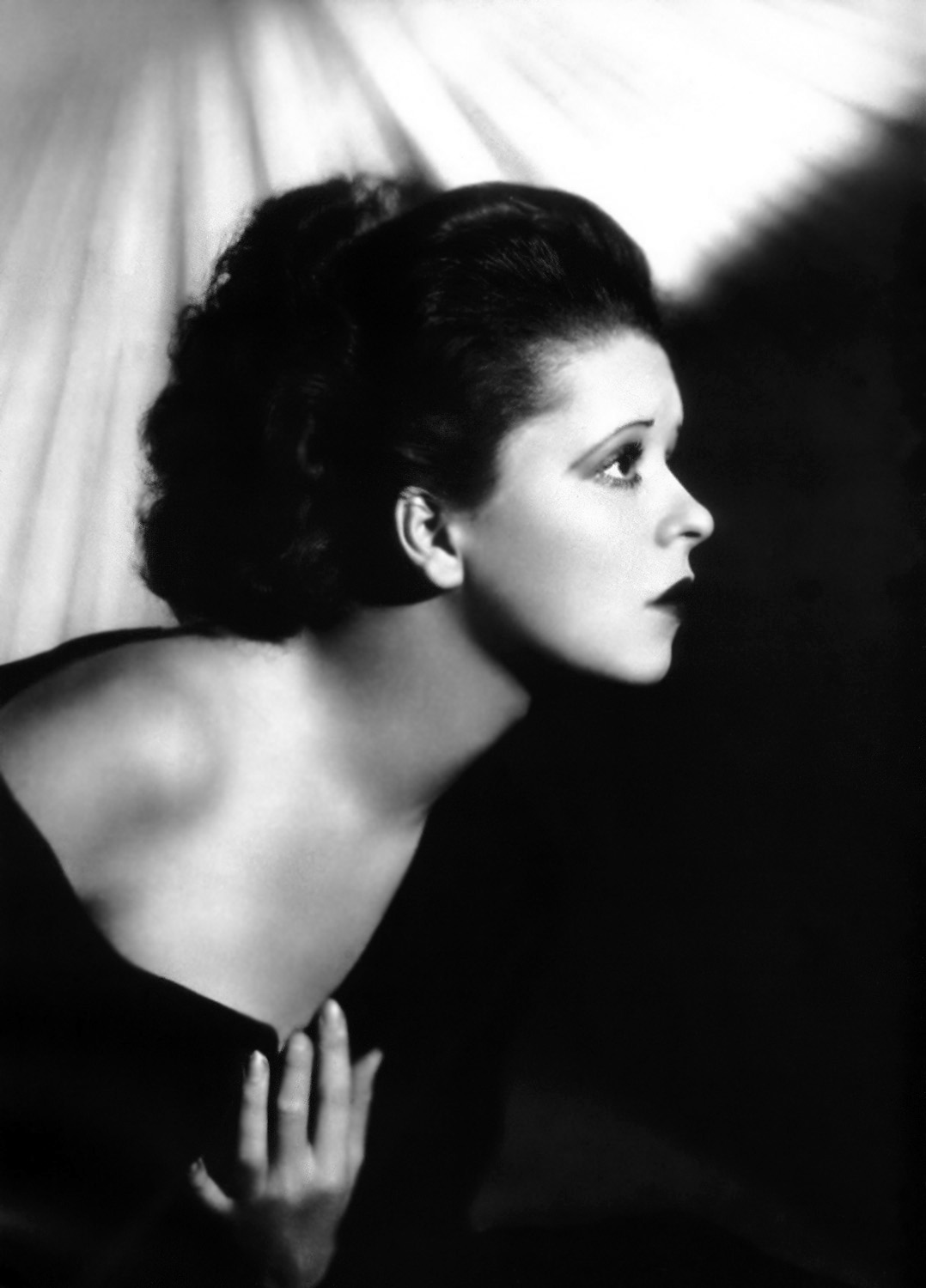
Clara Bow
27 september

| 1 | 2 | 3 | 4 | 5 | 6 | 7 | 8 | 9 | 10 | 11 | 12 | 13 | 14 | 15 | 16 | 17 | 18 | 19 | 20 | 21 | 22 | 23 | 24 | 25 | 26 | 27 | 28 | 29 | 30 |
| - | - | - | - | - | - | - | - | - | -- | -- | -- | -- | -- | -- | -- | -- | -- | -- | -- | -- | -- | -- | -- | -- | -- | -- | -- | -- | -- |

### 2 september
- Felix E. Feist (55), Amerikaans filmregisseur
- Phocas Fokkens (76), Nederlands kunstenaar

### 4 september
- Tommy Hampson (57), Brits atleet
- Albert Schweitzer (90), Duits arts, theoloog en filosoof

### 5 september
- Wesley Harris (48), Amerikaans militair
- Raymond Pecsteen (97), Belgisch burgemeester
- Krijn Perk Vlaanderen (77), Nederlands tuinarchitect
- Paul Streel (70), Belgisch politicus

### 6 september
- Cornelis Johannes Henricus Sleegers (46), Nederlands militair

### 7 september
- Jesse Douglas (68), Amerikaans wiskundige
- Gerard Kockelmans (40), Nederlands componist
- Alfred Portielje (82), Belgisch architect

### 8 september
- Dorothy Dandridge (42), Amerikaans actrice en zangeres
- Hermann Staudinger (84), Duits scheikundige
- Arius van Tienhoven (79), Nederlands medicus

### 10 september
- Daan Goulooze (64), Nederlands verzetsstrijder

### 11 september
- B.K. Dertien (75), Nederlands architect
- Willem van Hoogstraten (81), Nederlands musicus

### 12 september
- Chris Berger (54), Nederlands atleet

### 13 september
- Hugo Charles Gustav van Lawick (83), Nederlands militair

### 15 september
- Noël Delberghe (67), Frans waterpolospeler
- Jules Hans (85), Belgisch politicus

### 18 september
- Jan Kruijer (76), Nederlands architect

### 19 september
- Kurt Goldstein (86), Duits psychiater
- Lionel Terray (44), Frans alpinist

### 20 september
- Arthur Holmes (75), Brits geoloog
- Cipriano Primicias sr. (64), Filipijns politicus

### 21 september
- Petrus Wernérus Adam Immink (57), Nederlands rechtshistoricus

### 22 september
- Othmar Ammann (86), Amerikaans architect
- Alfred Raport (73), Belgisch politicus
- Daan Thulliez (62), Belgisch kunstschilder en graficus

### 23 september
- Ivan Osiier (76), Deens schermer
- Albert Stewart (65), Amerikaans beeldhouwer
- Kornelius Westerman (73), Nederlandse architect

### 24 september
- Marcelin Demoulin (57), Belgisch politicus

### 25 september
- Karol Pádivý (56), Tsjechisch componist

### 27 september
- Clara Bow (60), Amerikaans actrice

### 28 september
- Wouter Hamdorff (75), Nederlands architect
- Sándor Rónai (73), president van Hongarije

### 30 september
- Joseph Bamina (40), Burundees politicus

## Oktober

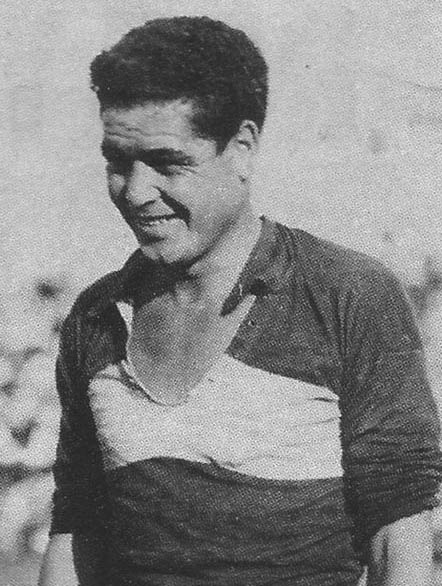
Roberto Cherro
11 oktober

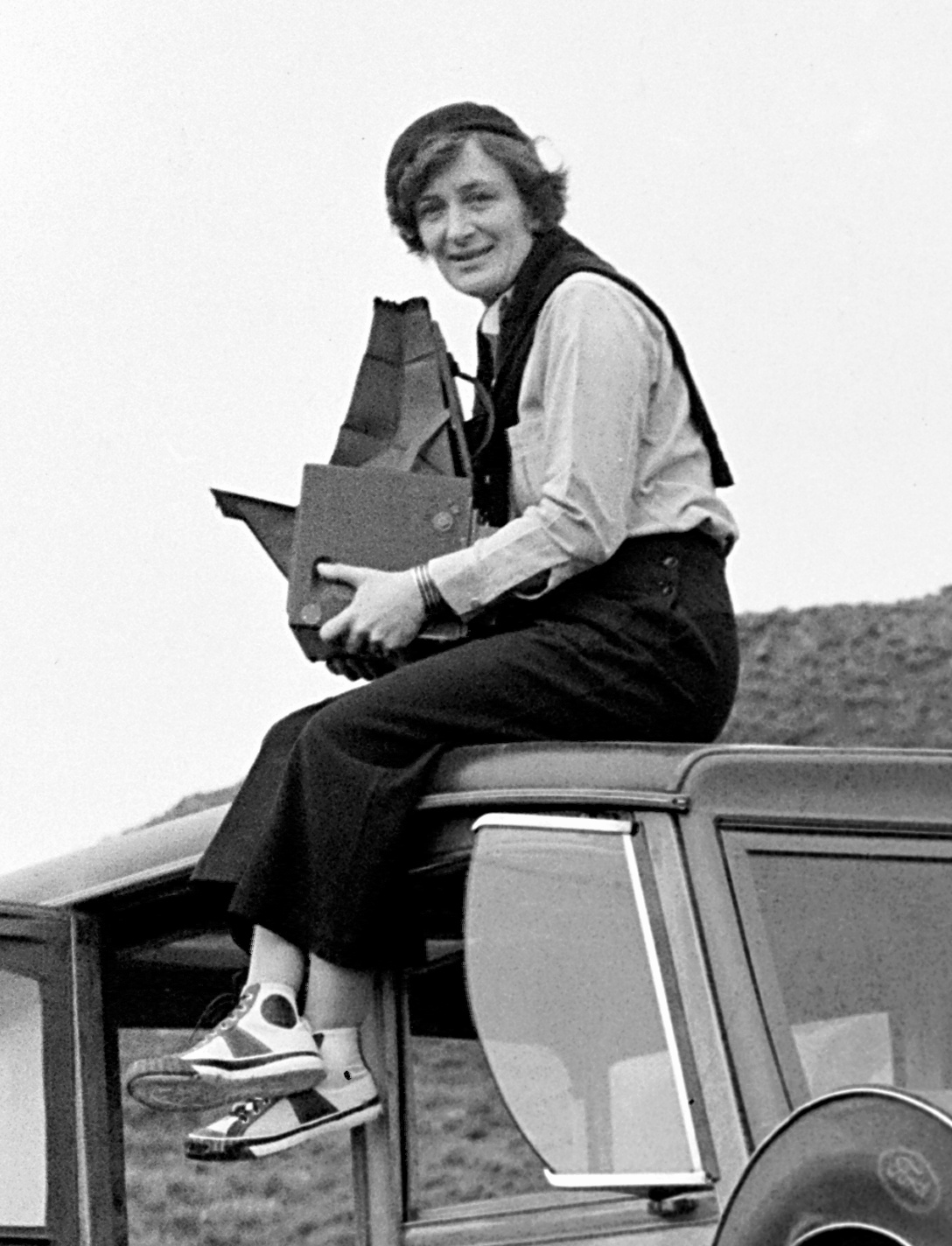
Dorothea Lange
11 oktober

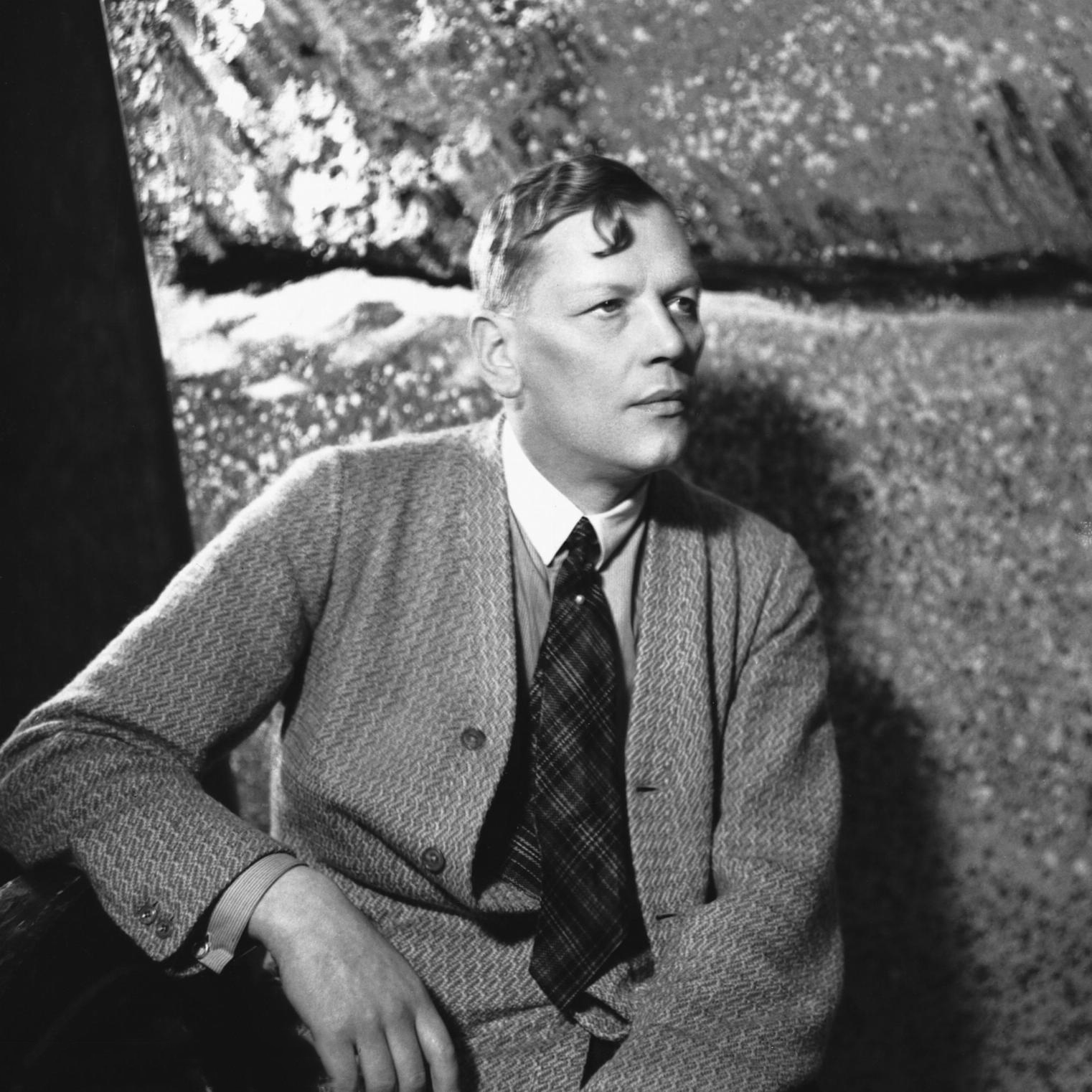
Hans Knappertsbusch
25 oktober

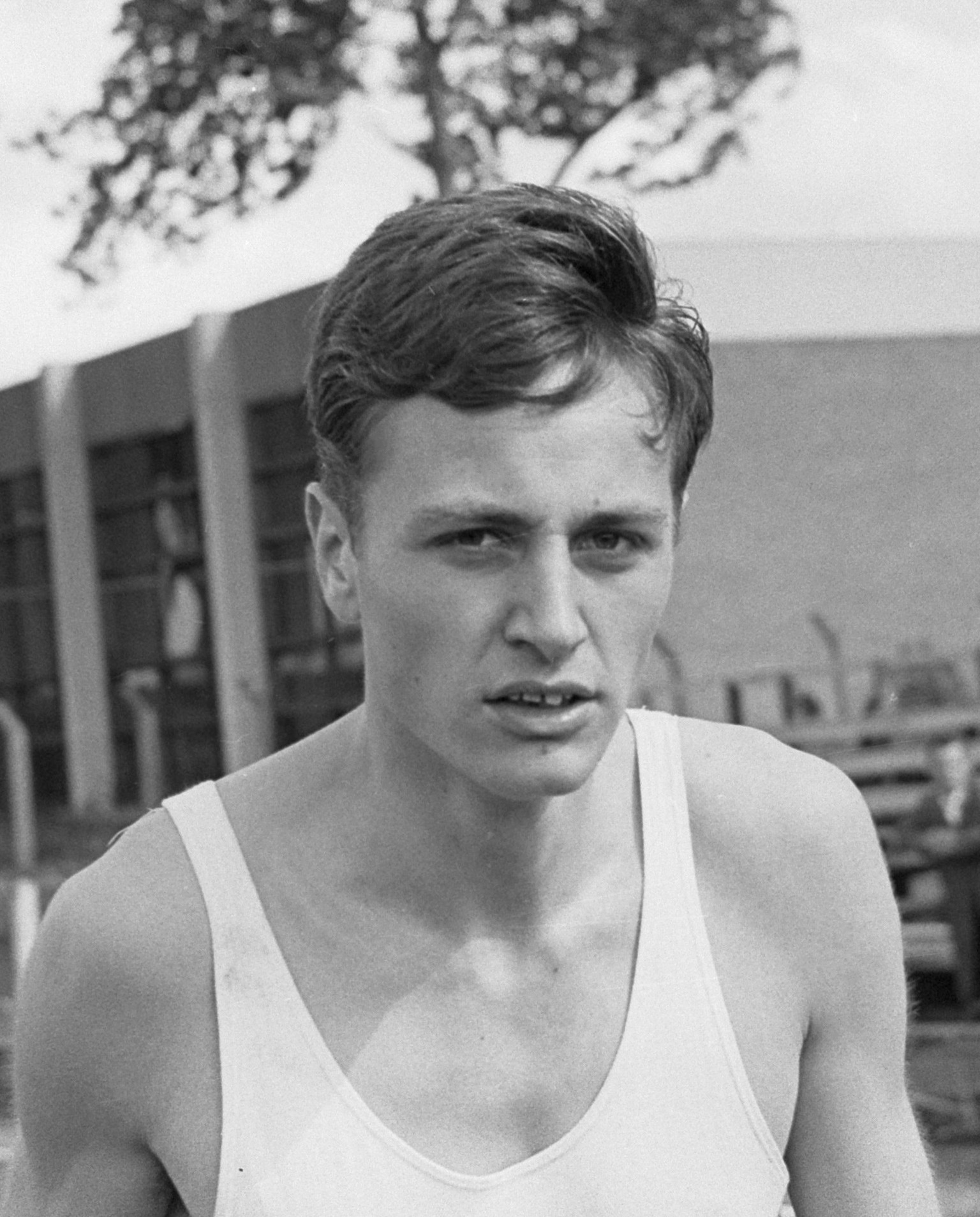
Frans Luitjes
27 oktober

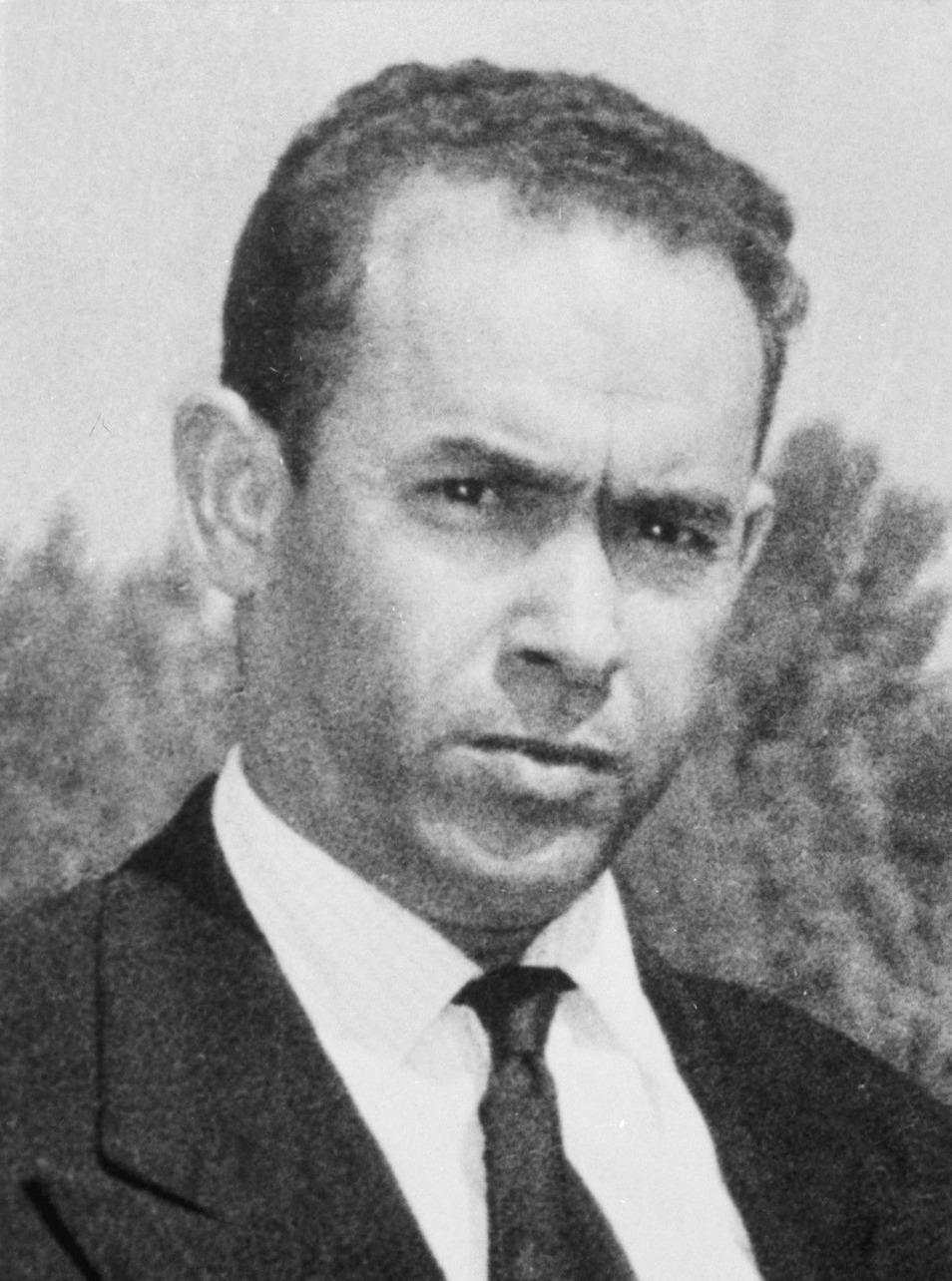
Mehdi Ben Barka
29 oktober

| 1 | 2 | 3 | 4 | 5 | 6 | 7 | 8 | 9 | 10 | 11 | 12 | 13 | 14 | 15 | 16 | 17 | 18 | 19 | 20 | 21 | 22 | 23 | 24 | 25 | 26 | 27 | 28 | 29 | 30 | 31 |
| - | - | - | - | - | - | - | - | - | -- | -- | -- | -- | -- | -- | -- | -- | -- | -- | -- | -- | -- | -- | -- | -- | -- | -- | -- | -- | -- | -- |

### 1 oktober
- Walter Blattmann (55), Zwitsers wielrenner

### 2 oktober
- Achiel Logghe (87), Belgisch geestelijke en vakbondsbestuurder
- Robert R. Williams (79), Amerikaans scheikundige

### 4 oktober
- Gerard van Aalst (69), Nederlands beeldhouwer

### 5 oktober
- Fred Plevier (35), Nederlands komiek
- Georges Vantongerloo (78), Belgisch kunstenaar

### 8 oktober
- Helen Wainwright (59), Amerikaans zwemster

### 10 oktober
- Florian Camathias (41), Zwitsers motorcoureur
- Jacques Davignon (78), Belgisch diplomaat
- Georg Rimski-Korsakov (63), Russisch componist

### 11 oktober
- Roberto Cherro (58), Argentijns voetballer
- Dorothea Lange (70), Amerikaans fotografe
- Walter Stampfli (80), Zwitsers politicus

### 12 oktober
- Paul Hermann Müller (66), Zwitsers scheikundige en Nobelprijswinnaar

### 14 oktober
- Bill Hogenson (80), Amerikaans atleet

### 15 oktober
- Adolf Fraenkel (74), Duits-Israëlische wiskundige

### 16 oktober
- Edouard Ganseman (52), Belgisch politicus

### 18 oktober
- Joost Adriaan van Hamel (85), Nederlands politicus
- Alfred Laubmann (79), Duits ornitholoog
- Henry Travers (91), Brits acteur

### 21 oktober
- Bill Black (39), Amerikaans musicus
- Eetje Sol (84), Nederlands voetballer

### 22 oktober
- Paul Tillich (77), Duits-Amerikaans theoloog

### 23 oktober
- Charles du Bus de Warnaffe (71), Belgisch politicus

### 25 oktober
- Hans Knappertsbusch (77), Duits dirigent

### 27 oktober
- Frans Luitjes (21), Nederlands atleet
- Marta Worringer (84), Duits grafisch kunstenaar, schilder, boekillustrator en textielkunstenaar

### 29 oktober
- Miller Anderson (42), Amerikaans schoonspringer
- Mehdi Ben Barka (45), Marokkaans politicus

## November

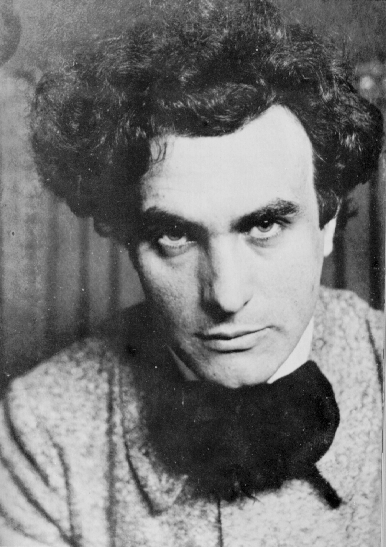
Edgard Varèse
6 november

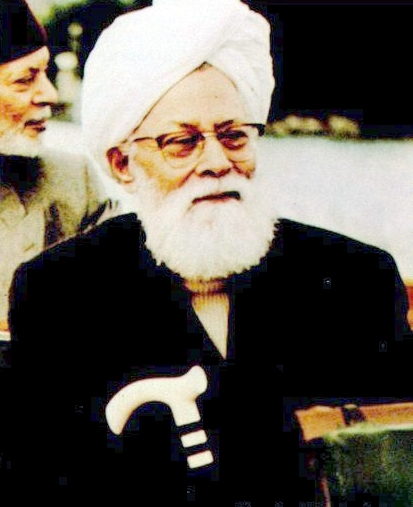
Mirza Bashiruddin Mahmood Ahmad
7 november

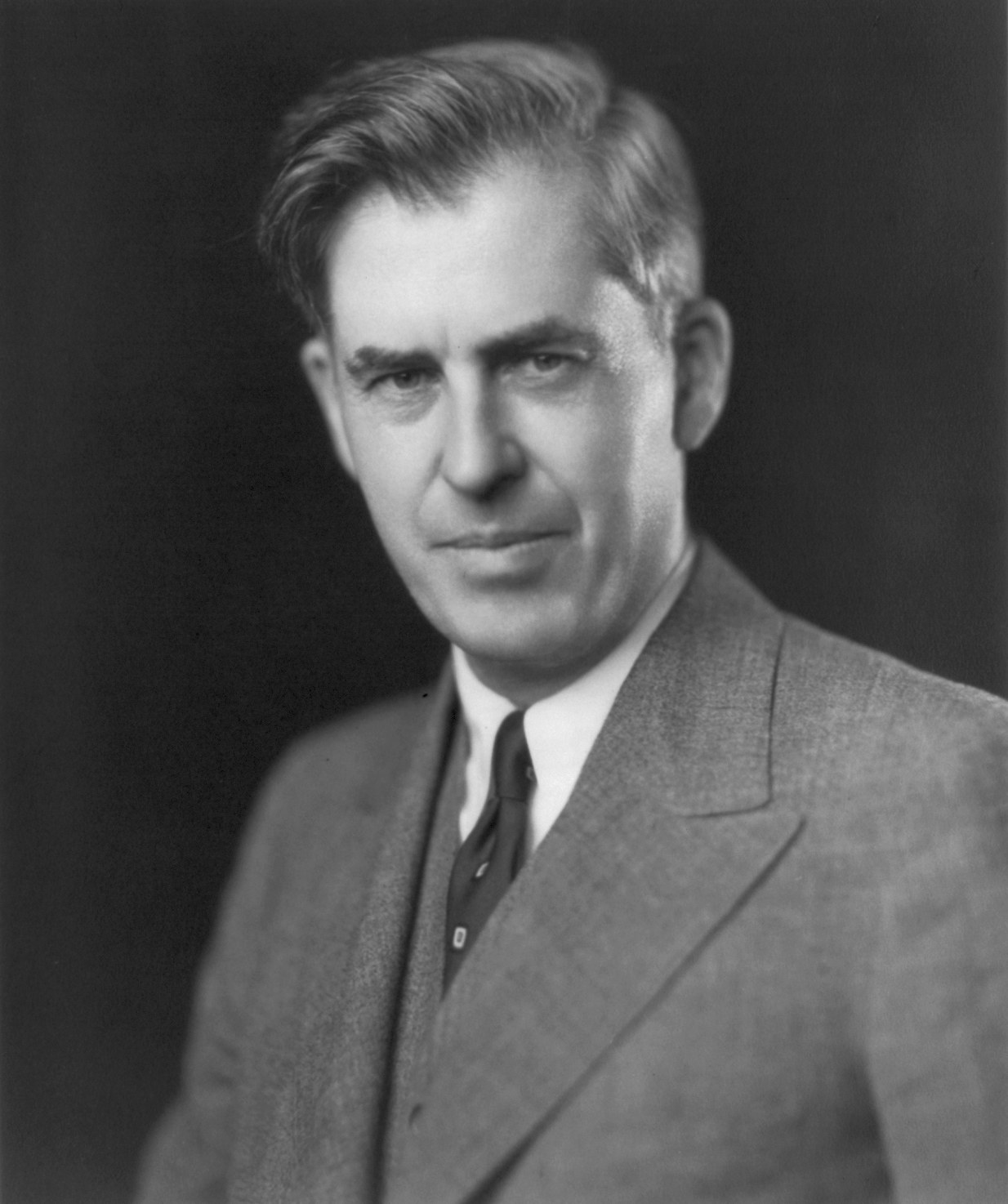
Henry Wallace
18 november

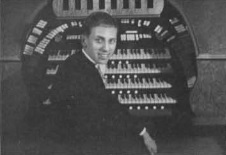
Cor Steyn
17 november

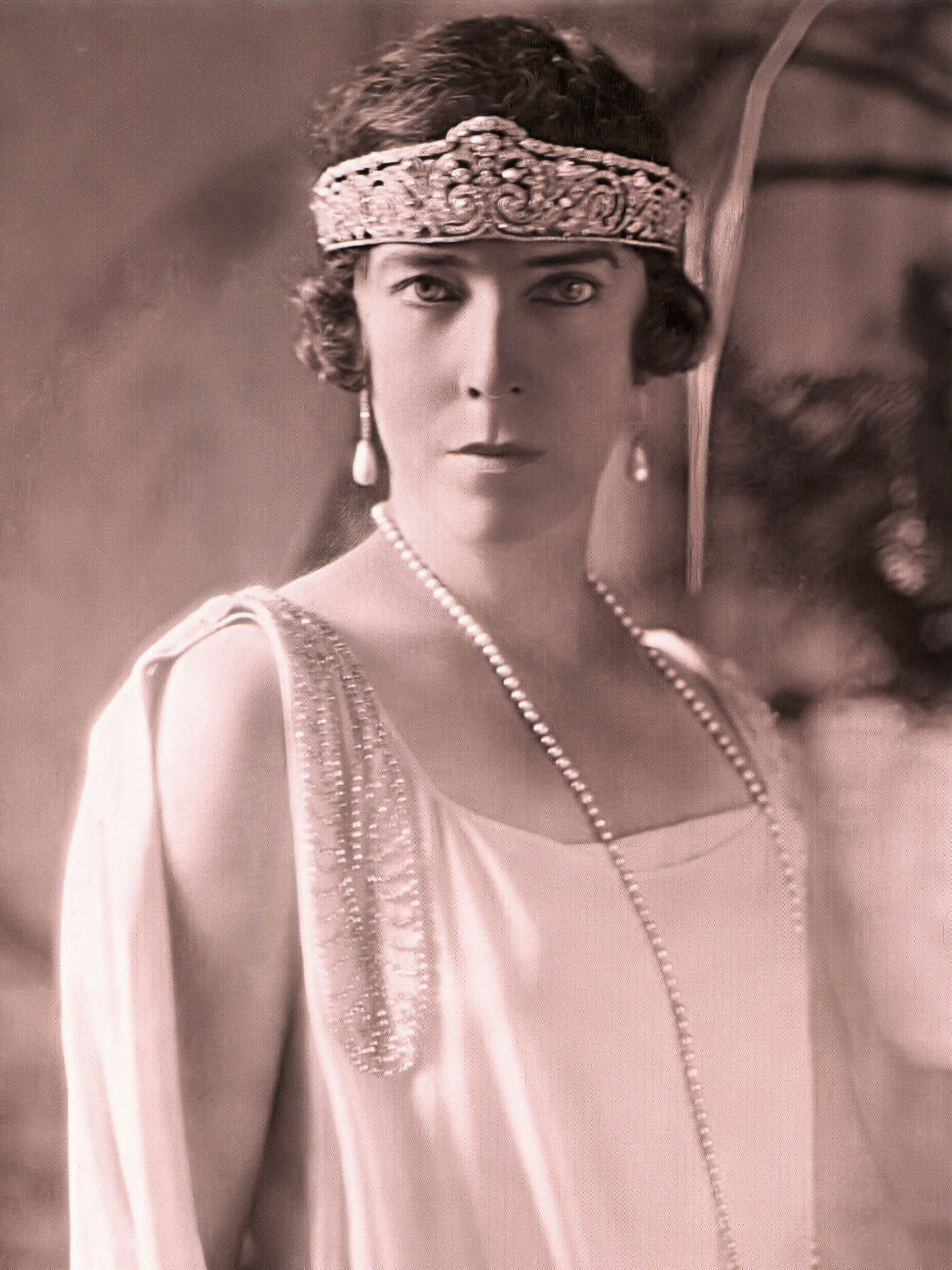
Elisabeth in Beieren
23 november

| 1 | 2 | 3 | 4 | 5 | 6 | 7 | 8 | 9 | 10 | 11 | 12 | 13 | 14 | 15 | 16 | 17 | 18 | 19 | 20 | 21 | 22 | 23 | 24 | 25 | 26 | 27 | 28 | 29 | 30 |
| - | - | - | - | - | - | - | - | - | -- | -- | -- | -- | -- | -- | -- | -- | -- | -- | -- | -- | -- | -- | -- | -- | -- | -- | -- | -- | -- |

### 2 november
- Nickolas Muray (73), Amerikaans fotograaf

### 6 november
- Edgard Varèse (81), Frans-Amerikaans componist

### 7 november
- Mirza Bashiruddin Mahmood Ahmad (76), Pakistaans geestelijke

### 8 november
- Prosper Thuysbaert jr. (76), Belgisch politicus

### 9 november
- Ferry van Delden (73), Nederlands tekstdichter

### 10 november
- Adam Jansma (36), Nederlands beeldhouwer
- Aldo Nadi (66), Italiaans schermer

### 11 november
- Hendrik Kraemer (77), Nederlands godsdienstwetenschapper

### 15 november
- Hendrik Gerard Beyen (64), Nederlands archeoloog

### 16 november
- Jos Callaerts (69), Belgisch schilder
- William Thomas Cosgrave (85), Iers politicus
- Erik Heinrichs (75), Fins militair leider

### 17 november
- Cor Steyn (58), Nederlands musicus

### 18 november
- Henry Wallace (77), Amerikaans politicus

### 19 november
- Joe Falcon (65), Amerikaans accordeonist

### 20 november
- Edgard Lalmand (71), Belgisch politicus

### 23 november
- Elisabeth in Beieren (89), koningin van België

### 24 november
- Abdullah III Al-Salim Al-Sabah (70), emir van Koeweit

### 25 november
- Angelica Balabanoff (87), Italiaans feministe
- Jozef Verschueren (76), Belgisch taalkundige

### 28 november
- Joseph Peereboom (67), Belgisch politicus
- Aslaug Vaa (76), Noors dichter en toneelschrijver

### 30 november
- Richard Saul (74), Brits militair

## December

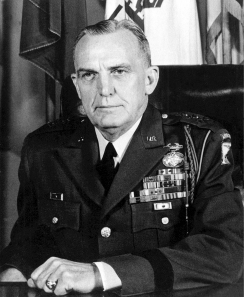
Robert Sink
13 december

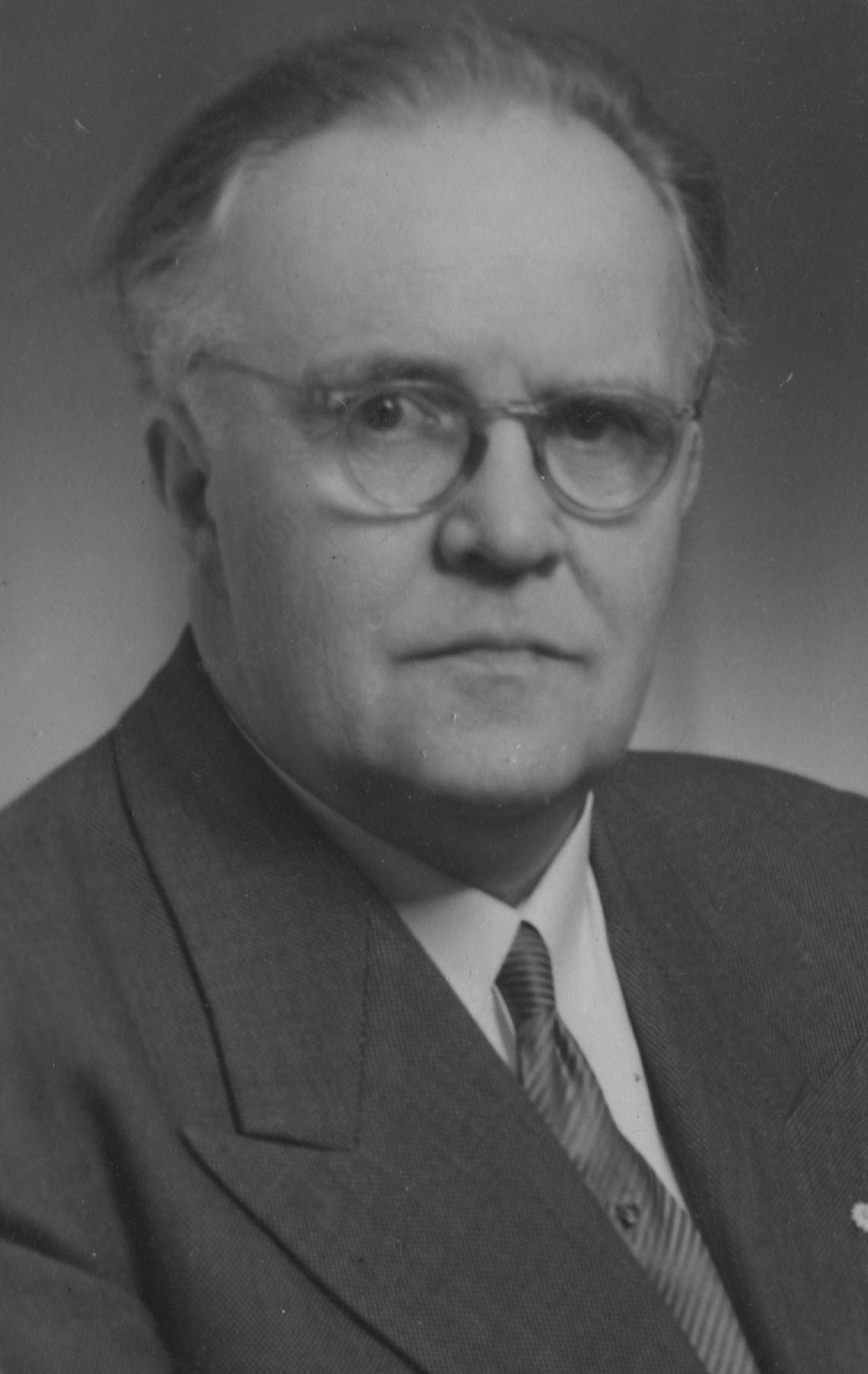
Ide Bloem
15 december

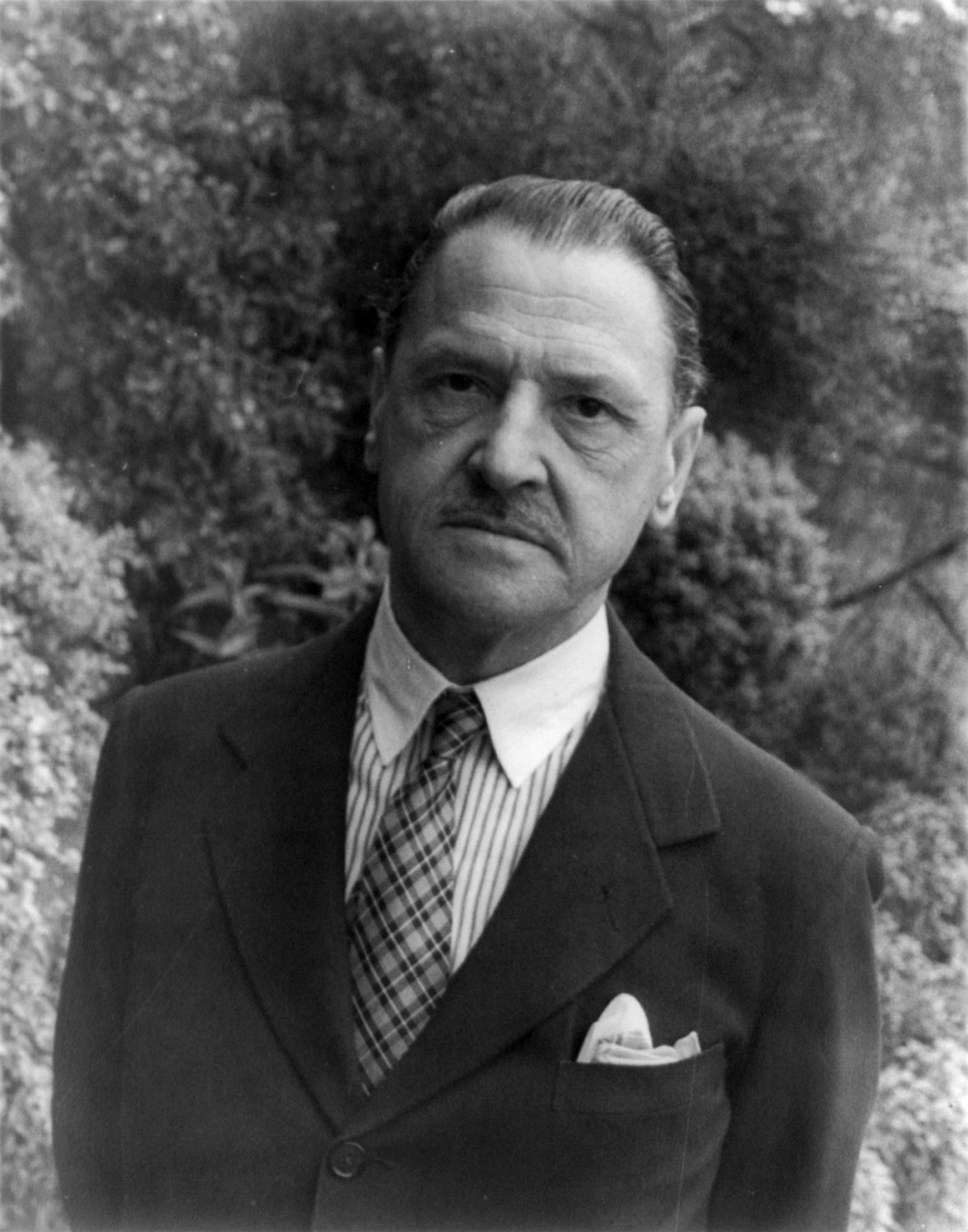
William Somerset Maugham
16 december

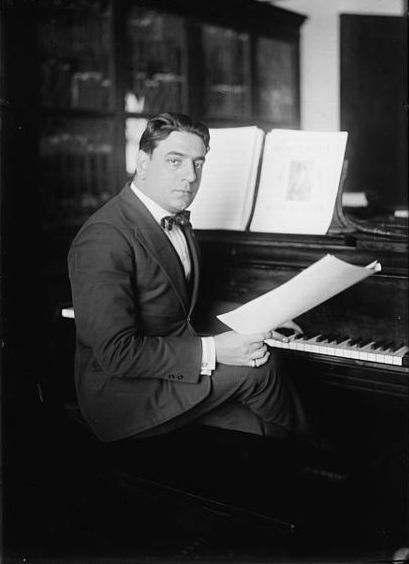
Tito Schipa
16 december

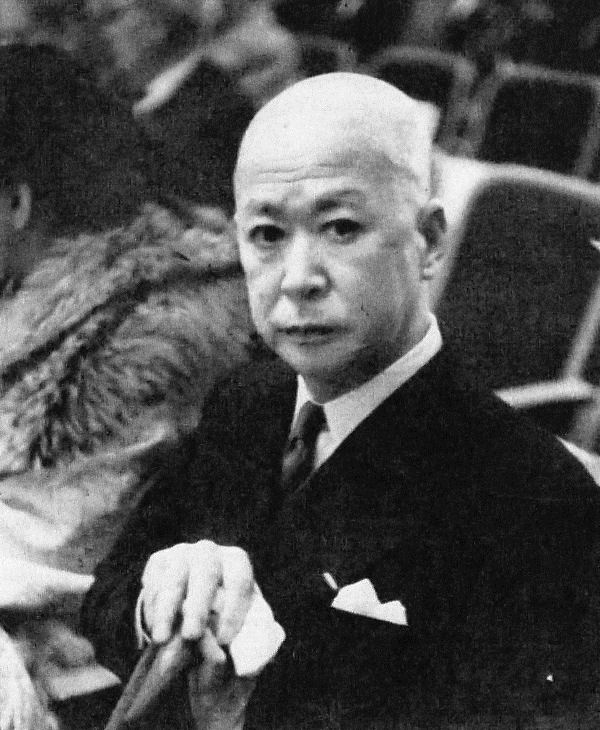
Kosaku Yamada
29 december

| 1 | 2 | 3 | 4 | 5 | 6 | 7 | 8 | 9 | 10 | 11 | 12 | 13 | 14 | 15 | 16 | 17 | 18 | 19 | 20 | 21 | 22 | 23 | 24 | 25 | 26 | 27 | 28 | 29 | 30 | 31 |
| - | - | - | - | - | - | - | - | - | -- | -- | -- | -- | -- | -- | -- | -- | -- | -- | -- | -- | -- | -- | -- | -- | -- | -- | -- | -- | -- | -- |

### 3 december
- Hank D'Amico (50), Amerikaans jazzklarinettist

### 5 december
- Joseph Breen (77), Amerikaans journalist
- Joseph Erlanger (91), Amerikaans fysioloog en Nobelprijswinnaar

### 6 december
- Alberto Vaccari (90), Italiaans geestelijke

### 8 december
- André Rosseel (41), Belgisch wielrenner

### 9 december
- Jozef Dobbelaere (53), Belgisch burgemeester

### 10 december
Henry Cowell (68), Amerikaans componist

### 11 december
- Victor Servranckx (68), Belgisch kunstenaar

### 12 december
- Pierre Dijon (77), Belgisch politicus

### 13 december
- Pieter Isidore De Greve (87), Belgisch politicus
- Robert Sink (60), Amerikaans militair

### 15 december
- Ide Bloem (72), Nederlands architect
- Peer Krom (67), Nederlands voetballer

### 16 december
- Salote Tupou III (65), koningin van Tonga
- William Somerset Maugham (91), Brits schrijver
- Tito Schipa (76), Italiaans zanger

### 17 december
- Hastings Lionel Ismay (78), Brits militair en bestuurder
- Pierre François Marie van de Lint (66), Nederlands militair

### 18 december
- Max Bourguignon (76), Belgisch politicus

### 21 december
- Haydn Morris (74), Brits componist
- Kodo Sawaki (85), Japans zenmeester

### 22 december
- Tomas Mapua (77), Filipijns architect

### 24 december
- William Branham (56), Amerikaans evangelist

### 26 december
- Daniel Bouckaert (71), Belgisch ruiter
- Nico Donkersloot (63), Nederlands schrijver, dichter en politicus

### 29 december
- Tibor Radó (70), Hongaars wiskundige
- Kosaku Yamada (79), Japans componist

### 30 december
- Georges Paulmier (83), Frans wielrenner

## Datum onbekend
- Nellie Charlie (~98), indiaans-Amerikaans mandenvlechtster
- Alfred Lane (74), Amerikaans sportschutter (overleden in oktober)
- Léon Maes (65), Belgisch componist (overleden in november)
- Ivan Todorov-Goroenja (48), Bulgaars militair en politicus (overleden in april)

1900 ·
1901 ·
1902 ·
1903 ·
1904 ·
1905 ·
1906 ·
1907 ·
1908 ·
1909 ·
1910 ·
1911 ·
1912 ·
1913 ·
1914 ·
1915 ·
1916 ·
1917 ·
1918 ·
1919 ·
1920 ·
1921 ·
1922 ·
1923 ·
1924 ·
1925 ·
1926 ·
1927 ·
1928 ·
1929 ·
1930 ·
1931 ·
1932 ·
1933 ·
1934 ·
1935 ·
1936 ·
1937 ·
1938 ·
1939 ·
1940 ·
1941 ·
1942 ·
1943 ·
1944 ·
1945 ·
1946 ·
1947 ·
1948 ·
1949 ·
1950 ·
1951 ·
1952 ·
1953 ·
1954 ·
1955 ·
1956 ·
1957 ·
1958 ·
1959 ·
1960 ·
1961 ·
1962 ·
1963 ·
1964 ·
1965 ·
1966 ·
1967 ·
1968 ·
1969 ·
1970 ·
1971 ·
1972 ·
1973 ·
1974 ·
1975 ·
1976 ·
1977 ·
1978 ·
1979 ·
1980 ·
1981 ·
1982 ·
1983 ·
1984 ·
1985 ·
1986 ·
1987 ·
1988 ·
1989 ·
1990 ·
1991 ·
1992 ·
1993 ·
1994 ·
1995 ·
1996 ·
1997 ·
1998 ·
1999 ·
2000 ·
2001 ·
2002 ·
2003 ·
2004 ·
2005 ·
2006 ·
2007 ·
2008 ·
2009 ·
2010 ·
2011 ·
2012 ·
2013 ·
2014 ·
2015 ·
2016 ·
2017 ·
2018 ·
2019 ·
2020 ·
2021 ·
2022 ·
2023 ·
2024 ·
2025